# Liste de membres actuels de l'Académie des sciences (France)
 (juillet 2020).
Si vous disposez d'ouvrages ou d'articles de référence ou si vous connaissez des sites web de qualité traitant du thème abordé ici, merci de compléter l'article en donnant les références utiles à sa vérifiabilité et en les liant à la section « Notes et références ».
 (juillet 2020).
Cet article présente une liste de membres actuels de l'Académie des sciences de France qui couvre environ la moitié de ses effectifs. Les personnalités présentées peuvent être « membre », « associé étranger » ou « correspondant » et appartiennent à l'une des sections de l'Académie : Sciences mécaniques et informatiques, Biologie humaine et sciences médicales, Mathématique, Sciences de l'univers, Biologie moléculaire et cellulaire - génomique, Physique, Biologie intégrative, Chimie, Biologie intégrative et Inter-section des applications des sciences, Physique et Inter-section des applications des sciences.

## Liste
| Nom                         | Nationalité                       | Portrait         | Naissance          | Élection   | Statut             | Section                                                                                         | Notes |
| --------------------------- | --------------------------------- | ---------------- | ------------------ | ---------- | ------------------ | ----------------------------------------------------------------------------------------------- | --- |
| Serge Abiteboul             | Française                         |                  | 25/08/1963 61 ans  | 10/12/2013 | Membre             | Sciences mécaniques et informatiques                                                            | ACM Fellow 2011 Prix Milner 2013 Informaticien Membre du Collège de l'ARCEP Chercheur à l'ENS Paris Directeur de recherche à l'Inria |
| Ian Affleck                 | Canadienne                        |                  | 2/07/1952 72 ans   | 17/11/2015 | Associé étranger   | Physique                                                                                        | Prix Lars-Onsager 2012 Médaille Brockhouse 2014 Professeur spécialisé en physique de la matière condensée au Département de physique et d'astronomie de l'Université de la Colombie-Britannique à Vancouver. |
| Yves Agid                   | Française                         |                  | 13/05/1940 84 ans  | 16/12/2008 | Membre             | Biologie humaine et sciences médicales                                                          | Officier de la Légion d'honneur Grand prix de la recherche médicale de l'INSERM 2001 Médecin neurologue, spécialiste des maladies neurodégénératives. |
| Francis Albarède            | Française                         |                  | 1947 78 ans        | 19/12/2022 | Membre             | Sciences de l'univers                                                                           | Chevalier de l'ordre des Palmes académiques (2006) Chevalier de la Légion d'honneur (2008) Médaille d'argent du CNRS (1988) Géochimiste |
| Claude Allègre              | Française                         |                  | 31/03/1937 87 ans  | 6/12/1995  | Membre             | Sciences de l'univers                                                                           | Commandeur de la Légion d'honneur Commandeur de l'ordre des Palmes académiques Officier de l'ordre national du Mérite Commandeur de l'ordre national de la Croix du Sud Prix Crafoord 1986 Médaille Wollaston 1987 Médaille d'or du CNRS 1994 Homme politique, ministre de l’Éducation nationale, de la Recherche et de la Technologie Géochimiste |
| Geneviève Almouzni          | Française                         |                  | 09/08/1960 64 ans  | 10/12/2013 | Membre             | Biologie moléculaire et cellulaire, génomique                                                   | Officière de la Légion d'honneur Médaille d'argent du CNRS 2000 Spécialiste de l’épigénétique Directrice du centre de recherches de l'Institut Curie |
| Christian Amatore           | Française                         |                  | 09/12/1951 73 ans  | 05/11/2002 | Membre             | Chimie                                                                                          | Médaille Lavoisier 2018 Bourke Award 2006 Prix La Caze de l'Académie des sciences 1992 Chimiste, développement des ultramicroélectrodes utilisées notamment dans des synapses artificielles |
| Sebastian Amigorena         | Française Argentine               |                  | 30/09/1960 64 ans  | 29/11/2005 | Membre             | Biologie humaine et sciences médicales                                                          | Chevalier de la Légion d'honneur Médaille d'argent du CNRS 2005 Prix Fondation ARC Léopold-Griffuel 2007 Immunobiologiste |
| Nalini Anantharaman         | Française                         |                  | 26/02/1976 49 ans  | 17/12/2019 | Membre             | Mathématique                                                                                    | Chevalière de l'ordre national du Mérite Prix Henri-Poincaré 2012 Grand prix Jacques-Herbrand 2011 prix Salem 2010 Prix Gabrielle-Sand 2007 Médaille d'argent du CNRS 2005 Mathématicienne, recherches sur la mécanique quantique et la propagation des ondes |
| Roy M. Anderson             | Britannique                       |                  | 12/04/1947 77 ans  | 08/12/2009 | Associé étranger   | Biologie humaine et sciences médicales                                                          | Knight Bachelor Epidémiologiste |
| Jean-Claude André           | Française                         |                  | 28/08/1946 78 ans  | 26/03/1990 | Correspondant      | Sciences de l'univers                                                                           | Chevalier de la Légion d'honneur Chevalier de l'ordre national du Mérite Chevalier de l'ordre des Palmes académiques Prix Victor Raulin 1984 Spécialiste de la turbulence et de la dynamique de l'atmosphère et du climat. |
| Corinne Antignac            | Française                         |                  |                    | 17/12/2019 | Membre             | Biologie humaine et sciences médicales                                                          | Prix Eloie Collery de l'Académie nationale de médecine 2001 Prix international Lillian Jean Kaplan 2009 Pédiatre, néphrologue, généticienne |
| Alain Aspect                | Française                         |                  | 15/06/1947 77 ans  | 05/11/2001 | Membre             | Physique                                                                                        | Prix Holweck 1991 Médaille d'or du CNRS 2005 Prix Wolf 2010 Médaille Albert-Einstein 2012 Médaille Niels Bohr 2013 Prix Balzan 2013 Prix Nobel de physique 2022 Physicien expérimentateur (optique quantique, mécanique quantique, méthodes de refroidissement d'atomes par laser) |
| Didier Astruc               | Française                         |                  | 09/06/1946 78 ans  | 17/12/2019 | Membre             | Chimie                                                                                          | Prix Gay-Lussac Humboldt 1988 Chimiste des nanosciences |
| Pierre Auger                | Française                         |                  | 08/03/1953 71 ans  | 18/11/2003 | Membre             | Biologie intégrative                                                                            | Biomathématicien |
| Nicholas Ayache             | Française                         |                  | 01/11/1958 66 ans  | 18/11/2014 | Membre             | Sciences mécaniques et informatiques et Inter-section des applications des sciences             | Chevalier de l'ordre des Palmes académiques Prix Inria de l'Académie des sciences 2014 Prix Microsoft 2008 Informaticien, développement de la médecine numérique |
| François Baccelli           | Française                         |                  | 1954 70 ans        | 29/11/2005 | Membre             | Sciences mécaniques et informatiques et Inter-section Applications des sciences                 | Officier de l'ordre des Palmes académiques Spécialiste de la modélisation probabiliste des réseaux de communication |
| Francis Bach                | Française                         |                  | 1974 50 ans        | 29/11/2005 | Membre             | Sciences mécaniques et informatiques et Inter-section Applications des sciences                 | Mathématicien, informaticien, spécialiste en apprentissage statistique et en optimisation |
| Jean-François Bach          | Française                         |                  | 8/06/1940 84 ans   | 20/05/1985 | Membre             | Biologie humaine et sciences médicales                                                          | Commandeur de la Légion d'honneur Commandeur de l'ordre national du Mérite Prix du rayonnement français 1981 Prix Jaffé 1976 Secrétaire perpétuel (2006 - 2015) Médecin, biologiste, immunologiste |
| George Edward Backus        | Américaine                        |                  | 24/05/1930 94 ans  | 17/04/1989 | Associé étranger   | Sciences de l'univers                                                                           | Géophysicien |
| Roger Balian                | Française                         |                  | 18/01/1933 92 ans  | 23/10/1995 | Membre             | Physique                                                                                        | Chevalier de la Légion d'honneur Officier de l'ordre national du Mérite Commandeur de l'ordre des Palmes académiques prix Jean-Ricard 1977 prix Paul-Langevin 1966 prix Henri-Poincaré 1954 Physicien, travaux en physique statistique et théorie quantique des champs |
| Sébastien Balibar           | Française                         |                  | 14/10/1947 77 ans  | 15/03/2011 | Membre             | Physique                                                                                        | Chevalier de la Légion d'honneur Officier de l'ordre national du Mérite Chevalier de l'ordre des Palmes académiques Physicien, travaux sur les fluides et solides quantiques, les surfaces cristanines, le mouillage, les changements d'état de la matière condensée |
| John M. Ball                | Britannique                       |                  | 19/05/1948 76 ans  | 03/04/2000 | Associé étranger   | Sciences mécanique et informatiques                                                             | |
| Laure Bally-Cuif            | Française                         |                  | 1967 58 ans        | 19/12/2022 | Membre             | Biologie moléculaire et cellulaire, génomique                                                   | Médaille d'argent du CNRS (2017) Biologiste, généticienne, neurobiologiste |
| David Baltimore             | Américaine                        |                  | 07/03/1938 87 ans  | 03/04/2000 | Associé étranger   | Biologie moléculaire et cellulaire, génomique                                                   | Prix Nobel de physiologie 1975 |
| Beatriz Barbuy              | Brésilienne                       |                  | 16/02/1950 75 ans  | 21/06/2005 | Associée étrangère | Sciences de l'univers                                                                           | Spécialiste du calcul des spectres moléculaires dans les étoiles |
| Édouard Bard                | Française                         |                  | 01/09/1962 62 ans  | 30/11/2010 | Membre             | Sciences de l'univers                                                                           | Chevalier de la Légion d'honneur Médaille de bronze du CNRS 1991 Climatologue |
| Françoise Barré-Sinoussi    | Française                         |                  | 30/07/1947 77 ans  | 24/02/2009 | Membre             | Biologie humaine et sciences médicales                                                          | Grand-croix de la Légion d'honneur Officier de l'ordre national du Mérite Prix Nobel de médecine 2008 Découverte du virus de l'immunodéficience humaine (VIH) Virologue, immunologue |
| Agnès Barthélémy            | Française                         |                  |                    | 19/12/2022 | Membre             | Physique                                                                                        | Médaille d'argent du CNRS 2010 Physicienne experte en nanostructure |
| Jean-Marie Basset           | Française                         |                  | 09/06/1943 81 ans  | 05/11/2002 | Membre             | Chimie                                                                                          | Chevalier de l'ordre national du Mérite Recherche la catalyse homogène, la catalyse hétérogène et leurs relations. |
| Étienne-Émile Baulieu       | Française                         |                  | 12/12/1926 98 ans  | 05/11/2002 | Membre             | Biologie humaine et sciences médicales                                                          | Grand officier de la Légion d'honneur Grand-croix de l'ordre national du Mérite Président de l'Académie des sciences française (2003 - 2004) Recherche sur les hormones stéroïdes et à leurs antagonistes dans la reproduction, le vieillissement, les cancers et le système nerveux. |
| Jean-Paul Behr              | Française                         |                  | 29/06/1947 77 ans  | 16/12/2008 | Membre             | Chimie                                                                                          | Médaille d'argent du CNRS 1998 Développement de molécules capables d'encapsuler l'ADN et de le convoyer à l'intérieur des cellules vivantes |
| Alim-Louis Benabid          | Algérienne Française              |                  | 02/05/1942 82 ans  | 19/11/2002 | Membre             | Biologie humaine et sciences médicales                                                          | Officier de la Légion d'honneur Chevalier de l'ordre des Palmes académiques Développement de la chirurgie stéréotaxique |
| Christophe Benoist (d)      | Française                         |                  |                    | 29/03/1999 | Correspondant      | Biologie moléculaire et cellulaire, génomique                                                   | Immunologue, généticien |
| Alain Benoit                | Française                         |                  | 1948 76 ans        | 12/11/2002 | Membre             | Physique                                                                                        | Médaille d'argent du CNRS 1993 Médaille de l'innovation du CNRS 2012 Physicien des très basses températures |
| Alain Bensoussan            | Française                         |                  | 12/05/1940 84 ans  | 18/11/2003 | Membre             | Sciences mécaniques et informatiques                                                            | Officier de la Légion d'honneur Commandeur de l'ordre national du Mérite Croix d'officier de l'ordre du Mérite Travaux sur l'automatique et les mathématiques appliquées, les sciences et technologies de l'information, la gestion, les sciences de l'ingénieur. |
| Pierre Benveniste           | Française                         |                  | 22/12/1937 87 ans  | 11/04/1983 | Correspondant      | Biologie intégrative                                                                            | Commandeur de l'ordre des Palmes académiques Étude de la biosynthèse des stérols dans les plantes. |
| André Berger                | Belge                             |                  | 30/07/1942 82 ans  | 3/04/2000  | Associé étranger   | Sciences de l'univers                                                                           | Officier de la Légion d'honneur Officier de l'ordre de Léopold Officier de l'ordre de la Couronne Climatologue |
| Claude Berrou               | Française                         |                  | 23/09/1951 73 ans  | 11/12/2007 | Membre             | Sciences mécaniques et informatiques et Inter-section des applications des sciences             | Electronicien, informaticien. Travaux sur les codes correcteurs |
| Gérard Berry                | Française                         |                  | 25/12/1948 76 ans  | 3/12/2002  | Membre             | Sciences mécaniques et informatiques et Inter-section des applications des sciences             | Chevalier de la Légion d'honneur Chevalier de l'ordre national du Mérite Chevalier de l'ordre des Palmes académiques Médaille d'or du CNRS 2014 informaticien, travaux sur les langages de programmation fonctionnels, les langages parallèles et temps-réel, les circuits électroniques. |
| Alain Berthoz               | Française                         |                  | 18/02/1939 86 ans  | 18/11/2003 | Membre             | Biologie intégrative et Inter-section des applications des sciences                             | Neurophysiologiste, recherches sur le contrôle multisensoriel du regard, de l'équilibre, de la locomotion et de la mémoire spatiale. |
| Guy Bertrand                | Française                         |                  | 17/07/1952 72 ans  | 16/12/2008 | Membre             | Chimie                                                                                          | Médaille d'argent du CNRS 1998 À l'origine de la chimie des carbènes stables |
| Mustapha Besbes (d)         | Tunisienne                        |                  |                    | 8/12/2009  | Associé étranger   | Sciences de l'univers et Inter-section des applications des sciences                            | Spécialiste de l'hydrologie des pays arides et des aquifères géants du Sahara |
| Albert Bijaoui              | Française                         |                  | 1943 81 ans        | 28/04/1997 | Correspondant      | Sciences de l'univers                                                                           | Officier de l'ordre des Palmes académiques Astronome, spécialiste du traitement d'images en astrophysique et de son application en cosmologie |
| Jean-Michel Bismut          | Française                         |                  | 28/02/1948 77 ans  | 4/02/1991  | Membre             | Mathématique                                                                                    | Travaux sur l'optimisation stochastique, le calcul de Malliavin, le théorème de l'indice local des familles et à ses applications en géométrie différentielle et en géométrie algébrique |
| René Blanchet               | Française                         |                  | 22/06/1941 83 ans  | 29/11/2005 | Membre             | Sciences de l'univers et Inter-section des applications des sciences                            | Commandeur de l'ordre des Palmes académiques Grand Croix de l’Ordre d’Andres Bello (Venezuela) Grand Croix de l’Ordre de Francisco de Miranda (Venezuela) Géologue |
| Cédric Blanpain             | Belge                             |                  | 06/09/1970 54 ans  | 08/12/2021 | Associé étranger   | Biologie humaine et sciences médicales                                                          | Officier du Mérite wallon (O.M.W.) 2012 Prix Galien de Pharmacologie 2001 *Prix Fleurice Mercier 1992 Research Fellowship de l’OTAN (2002-2003) Collen Research Fellowship de la Belgian American Educational Foundation (2002-2003) Prix du Fond Gastion Ithier 2010 Prix Liliane-Bettencourt pour les sciences du vivant 2012 Outstanding Young Investigator Award of the International Society for Stem Cell Research 2012 Prix Joseph Maisin pour la recherche fondamentale (Prix Quinquennal du FNRS) 2015 Prix Fondation AstraZeneca 2019 Prix Francqui-Collen 2020 Momentum Award 2023 de l’International Society for Stem Cell Research (en) (ISSCR) Biologiste |
| Sylvain Blanquet (d)        | Française                         |                  |                    | 3/05/1999  | Correspondant      | Biologie moléculaire et cellulaire, génomique                                                   | Chevalier de la Légion d'honneur Officier de l'ordre national du Mérite Chevalier de l'ordre des Palmes académiques Médaille de bronze du CNRS 1977 Biologiste, travaux sur l'étude de la traduction du message génétique en protéine |
| Jacqueline Bloch            | Française                         |                  | 1967 57 ans        | 17/12/2019 | Membre             | Physique                                                                                        | Officier de la Légion d'honneur Médaille d'argent du CNRS 2017 Physicienne spécialiste en optique quantique et non-linéaire |
| Joël Bockaert               | Française                         |                  | 3/10/1945 79 ans   | 18/11/2003 | Membre             | Biologie moléculaire et cellulaire, génomique et Inter-section des applications des sciences    | Chevalier de la Légion d'honneur Chevalier de l'ordre des Palmes académiques Biologiste, recherche sur les mécanismes moléculaires de la communication intercellulaire |
| Lydéric Bocquet             | Française                         |                  | 10/12/1968 56 ans  | 19/12/2022 | Membre             | Physique                                                                                        | Chevalier de l'ordre des Palmes académiques (2007) Grand prix Arkema-Académie des sciences 2022 Médaille d'argent du CNRS 2017 Prix Maurice Couette du Groupe français de Rhéologie 2015 Prix Louis Ancel de la Société Française de Physique 2011 Prix Jean Protas de l'Académie des sciences 2008 Prix Friedrich Wilhelm Bessel de la Fondation Alexander von Humboldt 2007 Physicien |
| Enrico Bombieri             | Italienne Américaine              |                  | 26/11/1940 84 ans  | 21/05/1984 | Associé étranger   | Mathématique                                                                                    | Officier de l'ordre du Mérite de la République italienne‎ Médaille Fields 1974 Mathématicien, recherche en théorie des nombres, en géométrie algébrique, en analyse complexe et en théorie des équations aux dérivées partielles |
| Jean-Louis Bonnemain        | Française                         |                  | 7/05/1936 88 ans   | 26/10/1992 | Membre             | Biologie intégrative                                                                            | Officier de l'ordre des Palmes académiques Médaille de bronze du CNRS 1968 Physiologiste végétal spécialiste du transport des produits de la photosynthèse, des phytohormones et des produits phytopharmaceutiques dans les plantes |
| Jean-Michel Bony            | Française                         |                  | 1/02/1942 83 ans   | 4/12/2000  | Membre             | Mathématique                                                                                    | Officier de la Légion d'honneur Commandeur de l'ordre des Palmes académiques Mathématicien spécialiste de la théorie des équations aux dérivées partielles. |
| Jean-Philippe Bouchaud      | Française                         |                  | 3/07/1962 62 ans   | 5/12/2017  | Membre             | Physique                                                                                        | Médaille d'argent du CNRS 1995 Physicien, travaux sur la physique des systèmes désordonnés et la modélisation des risques financiers |
| Hélène Bouchiat             | Française                         |                  | 8/05/1958 66 ans   | 30/11/2010 | Membre             | Physique                                                                                        | Médaille de bronze du CNRS 1987 Médaille d'argent du CNRS 2007 Physicienne, recherche sur les nanosciences et la physique mésoscopique |
| Marie-Anne Bouchiat         | Française                         |                  | 19/07/1934 90 ans  | 20/06/1988 | Membre             | Physique                                                                                        | Commandeur de la Légion d'honneur Grand officier de l'ordre national du Mérite Commandeur de l'ordre des Palmes académiques Médaille de bronze du CNRS 1966 Médaille d'argent du CNRS 1971 Physicienne spécialiste de l’interaction atome-rayonnement |
| Alain Boudet                | Française                         |                  | 29/03/1967 57 ans  | 25/03/1996 | Correspondant      | Biologie intégrative                                                                            | Commandeur de l'ordre des Palmes académiques Spécialiste des composés phénoliques en biochimie végétale |
| Thomas Bourgeron            | Française                         |                  | 1965 59 ans        | 18/11/2014 | Membre             | Biologie moléculaire et cellulaire, génomique                                                   | Généticien |
| Mireille Bousquet-Mélou     | Française                         |                  | 12/05/1967 57 ans  | 17/12/2019 | Membre             | Mathématique                                                                                    | Médaille de bronze du CNRS 1993 Médaille d'argent du CNRS 2014 Mathématicienne spécialiste de la combinatoire énumérative. |
| Azzedine Bousseksou         | Algérienne Française              |                  | 2/12/1964 60 ans   | 10/12/2013 | Membre             | Chimie                                                                                          | Médaille d'argent du CNRS 2010 Physico-chimiste, spécialiste du magnétisme moléculaire et des matériaux moléculaires commutables |
| John Michael Brady (en)     | Britannique                       |                  | 1945 79 ans        | 17/11/2015 | Associé étranger   | Sciences mécaniques et informatiques et Inter-section des applications des sciences             | Spécialiste de l'imagerie médicale pour la cancérologie |
| Susan Brantley              | Américaine                        |                  | 11/08/1958 66 ans  | 08/12/2021 | Associée étrangère | Sciences de l'univers                                                                           | Packard Fellowship for Science and Engineering 1988 Médaille Arthur L. Day 2011 Médaille Wollaston 2016 Médaille Urey 2018 Fellow de l'Union américaine de géophysique Géologue, géochimiste |
| Pierre Braunstein           | Française                         |                  | 4/10/1947 77 ans   | 29/11/2005 | Membre             | Chimie                                                                                          | Chevalier de la Légion d'honneur Officier de l'ordre national du Mérite Chimiste, chimie minérale et organométallique des éléments de transition et du groupe principal, |
| Yves Bréchet                | Française                         |                  | 12/10/1961 63 ans  | 30/11/2010 | Membre             | Physique et Inter-section des applications des sciences                                         | Chevalier de la Légion d'honneur Médaille d'argent du CNRS 2009 Physicien spécialiste des métaux et des alliages |
| Catherine Bréchignac        | Française                         |                  | 12/06/1946 78 ans  | 29/11/2005 | Membre             | Physique                                                                                        | Commandeur de la Légion d'honneur Commandeur de l'ordre national du Mérite Officier de l'ordre des Arts et des Lettres Médaille d'argent du CNRS 1994 Présidente du CNRS (2006 - 2010) Secrétaire perpétuel (2011 - 2018) Physicienne spécialiste de physique atomique |
| Édouard Brézin              | Française                         |                  | 1/12/1938 86 ans   | 18/02/1991 | Membre             | Physique                                                                                        | Commandeur de la Légion d'honneur Commandeur de l'ordre national du Mérite Commandeur de l'ordre du Mérite de la République italienne‎ Grand-croix de l'ordre national du Mérite scientifique Grand-croix de l’ordre national du Mérite de la république de Chypre Président de l'Académie des sciences (2005 - 2006) Physicien théoricien |
| Haïm Brezis                 | Française                         |                  | 1/06/1944 80 ans   | 13/06/1988 | Membre             | Mathématique et Inter-section des applications des sciences                                     | Chevalier de la Légion d'honneur Mathématicien spécialisé dans l’analyse fonctionnelle et les équations aux dérivées partielles |
| Gérard Bricogne (en)        | Française                         |                  | 1949 75 ans        | 15/03/1999 | Correspondant      | Mathématique                                                                                    | Cristalographe, développement des méthodes mathématiques en cristallographie |
| Margaret Buckingham         | Britannique Française             |                  | 02/03/1945 80 ans  | 29/11/2005 | Membre             | Biologie intégrative                                                                            | Commandeur de la Légion d'honneur Commandeur de l'ordre national du Mérite Médaille d'or du CNRS2013 Biologiste moléculaire, spécialiste du rôle des gènes dans les mécanismes de différenciation cellulaire |
| Annalisa Buffa              | Italienne                         |                  | 14/02/1973 52 ans  | 08/11/2021 | Associée étrangère | Sciences mécaniques et informatiques                                                            | Prix Bartolozzi 2007 Prix Collatz 2015 Mathématicienne |
| Bernard Cabane              | Française                         |                  | 12/10/1945 79 ans  | 18/03/1999 | Correspondant      | Physique                                                                                        | Médaille d'argent du CNRS 1993 Physico-chimiste des liquides et des matériaux. |
| Jacques Caen                | Française                         |                  | 11/03/1927 97 ans  | 3/11/1986  | Correspondant      | Biologie humaine et sciences médicales                                                          | Commandeur de la Légion d'honneur Grand officier de l'ordre national du Mérite Médecin hématologue |
| Éric Calais                 | Française                         |                  | 15/09/1964 60 ans  | 5/12/2017  | Membre             | Sciences de l'univers et Inter-section des applications des sciences                            | Sismologue, géologue, géophysicien |
| Curtis G. Callan            | Américaine                        |                  | 11/10/1942 82 ans  | 8/12/2009  | Associé étranger   | Physique                                                                                        | Physicien théoricien connu pour ses travaux sur l'invariance d'échelle |
| Michel Campillo             | Française                         |                  | 1957 67 ans        | 17/12/2019 | Membre             | Sciences de l'univers                                                                           | Médaille d'argent du CNRS 2003 Géophysicien, sismologue |
| Sébastien Candel            | Française                         |                  | 21/04/1946 78 ans  | 15/03/2011 | Membre             | Sciences mécaniques et informatiques                                                            | Chevalier de la Légion d'honneur Officier de l'ordre national du Mérite Commandeur de l'ordre des Palmes académiques Médaille d'argent du CNRS 1993 Président de l'Académie des sciences (2017 - 2018) Physicien Spécialiste de la combustion et de l'aéroacoustique et de leurs applications en énergie et en propulsion aéronautique et spatiale |
| Marie-Paule Cani            | Française                         |                  | 1965 59 ans        | 17/12/2019 | Membre             | Section des sciences mécaniques et informatiques et Inter-section des applications des sciences | Chevalier de la Légion d'honneur Officier de l'ordre national du Mérite Médaille d'argent du CNRS 2012 Informaticienne spécialiste de l’informatique graphique 3D |
| Nicole Capitaine            | Française                         |                  | 14/03/1948 77 ans  | 3/03/1997  | Correspondante     | Sciences de l'univers                                                                           | Commandeur de la Légion d'honneur Commandeur de l'ordre national du Mérite Astronome spécialiste de l'astronomie fondamentale |
| Lennart Carleson            | Suédoise                          |                  | 18/03/1928 97 ans  | 17/02/1992 | Associé étranger   | Mathématique                                                                                    | Prix Abel 2006 Mathématicien, travaux en analyse harmonique |
| Edgardo D. Carosella        | Française                         |                  | 9/04/1951 73 ans   | 29/03/1999 | Correspondant      | Biologie humaine et sciences médicales                                                          | Officier de la Légion d'honneur Commandeur de l'ordre national du Mérite Commandeur de l'ordre des Palmes académiques Médecin immunologiste |
| Alain Carpentier            | Française                         |                  | 11/08/1933 91 ans  | 11/12/2000 | Membre             | Biologie humaine et sciences médicales                                                          | Grand officier de la Légion d'honneur Commandeur de l'ordre national du Cèdre Grand cordon de l'ordre de Léopold Commandeur de l'ordre national du Mérite (Malte) Officier de l'ordre du Ouissam alaouite Médaille de bronze du CNRS 1967 Vice-président de l'Académie des sciences (2009 - 2010) Président de l'Académie des sciences (2011 - 2012) Chirurgien et cardiologue, mise au point du premier cœur artificiel intégralement implantable |
| Bernard Castaing            | Française                         |                  | 1948 76 ans        | 12/11/2002 | Membre             | Physique                                                                                        | Physicien de la matière condensée et l'hydrodynamique |
| Anny Cazenave               | Française                         |                  | 3/03/1944 81 ans   | 30/11/2004 | Membre             | Sciences de l'univers                                                                           | Officier de la Légion d'honneur Grand officier de l'ordre national du Mérite Médaille de bronze du CNRS 1980 Océanographe, géophysicienne, géodésiste, climatologue |
| Catherine Cesarsky          | Française                         |                  | 24/02/1943 82 ans  | 11/12/2007 | Membre             | Sciences de l'univers                                                                           | Grand officier de la Légion d'honneur Grand officier de l'ordre national du Mérite Présidente de l'Union astronomique internationale (2006 - 2009) Astronome, astrophysicienne |
| Pierre Chambon              | Française                         |                  | 7/02/1931 94 ans   | 10/06/1985 | Membre             | Biologie moléculaire et cellulaire, génomique                                                   | Commandeur de la Légion d'honneur Grand officier de l'ordre national du Mérite Officier de l'ordre des Palmes académiques Médaille d'or du CNRS 1979 Médecin, biochimiste et généticien |
| Jean-Pierre Changeux        | Française                         |                  | 6/04/1938 86 ans   | 6/06/1988  | Membre             | Biologie moléculaire et cellulaire, génomique                                                   | Grand-croix de la Légion d'honneur Grand-croix de l'ordre national du Mérite Commandeur de l'ordre des Arts et des Lettres Médaille d'or du CNRS 1992 Neurobiologiste, recherche sur la structure et de la fonction des protéines (en particulier les protéines allostériques), sur le développement précoce du système nerveux jusqu’aux fonctions cognitives |
| Marie-Lise Chanin           | Française                         |                  | 26/09/1934 90 ans  | 26/03/1990 | Membre             | Sciences de l'univers                                                                           | Commandeur de la Légion d'honneur Grand officier de l'ordre national du Mérite Médaille d'argent du CNRS 1983 Physicienne, recherche sur la physique de la haute et moyenne atmosphère terrestre, par des méthodes optiques, sur la destruction de l’ozone dans la stratosphère sur les changements climatiques |
| Patrick Charnay             | Française                         |                  | 3/02/1954 71 ans   | 30/11/2004 | Membre             | Biologie moléculaire et cellulaire, génomique                                                   | Chevalier de l'ordre des Palmes académiques Biologiste, généticien moléculaire, recherches sur les mécanismes de régulation contrôlant le développement précoce du système nerveux, central et périphérique, des vertébrés |
| Emmanuelle Charpentier      | Française                         |                  | 11/12/1968 56 ans  | 5/12/2017  | Membre             | Biologie moléculaire et cellulaire, génomique                                                   | Chevalier de l'ordre national du Mérite Ordre pour le mérite des sciences et beaux-arts de l'Allemagne Microbiologiste, généticienne, biochimiste |
| Bruno Chaudret              | Française                         |                  | 25/12/1953 71 ans  | 29/11/2005 | Membre             | Chimie et Inter-section des applications des sciences                                           | Chevalier de la Légion d'honneur Chevalier de l'ordre des Palmes académiques Médaille d'argent du CNRS 1997 Chimiste spécialiste de chimie organométallique |
| Alain Chédotal              | Française                         |                  | 18/09/1967 57 ans  | 5/12/2017  | Membre             | Biologie intégrative                                                                            | Neuroscientifique spécialiste du développement des circuits neuronaux |
| Zhu Chen                    | Chinoise                          |                  | 17/08/1953 71 ans  | 21/06/2005 | Associé étranger   | Biologie humaine et sciences médicales                                                          | Hématologue, biologiste moléculaire et homme politique, ministre de la Santé (Chine) |
| Daniel Choquet              | Française                         |                  | 23/04/1962 62 ans  | 30/11/2010 | Membre             | Biologie intégrative                                                                            | Chevalier de l'ordre des Palmes académiques Médaille d'argent du CNRS 2009 Médaille de bronze du CNRS 1990 Neurobiologiste |
| Yvonne Choquet-Bruhat       | Française                         |                  | 29/12/1923 101 ans | 14/05/1979 | Membre             | Sciences mécaniques et informatiques                                                            | Grand-croix de la Légion d'honneur Grand-croix de l'ordre national du Mérite Mathématicienne, physicienne, travaux sur les mathématiques de la théorie de la relativité générale |
| Joanne Chory                | Américaine                        |                  | 19/03/1955 70 ans  | 8/12/2009  | Associée étrangère | Biologie intégrative                                                                            | Botaniste, généticienne |
| Isabelle Chuine             | Française                         |                  | 1973 51 ans        | 18/03/2020 | Membre             | Biologie Intégrative                                                                            | Médaille d'argent du CNRS 2020 Médaille de bronze du CNRS 2009 Ecologue terrestre |
| Philippe Ciais              | Française                         |                  | 14/02/1966 59 ans  | 17/12/2019 | Membre             | Sciences de l'univers                                                                           | Médaille d'argent du CNRS 2017 Physicien, climatologue |
| Philippe Ciarlet            | Française                         |                  | 1965 59 ans        | 8/04/1991  | Membre             | Sciences mécaniques et informatiques                                                            | Officier de la Légion d'honneur Mathématicien, analyse numérique de la méthode des éléments finis, élasticité non linéaire, théorie des plaques et des coques, géométrie différentielle appliquée |
| Paul Clavin                 | Française                         |                  |                    | 21/04/1997 | Correspondant      | Sciences mécaniques et informatiques                                                            | Grand prix de l'Académie des sciences 1998 Prix Plumey de la Société française de physique 1988 Physicien |
| Hans Clevers (en)           | Néerlandaise                      |                  | 27/03/1957 67 ans  | 17/11/2015 | Associé étranger   | Biologie moléculaire et cellulaire, génomique                                                   | Généticien moléculaire, travaux sur la biologie de l’intestin et des cellules souche |
| Claude Cohen-Tannoudji      | Française                         |                  | 1/04/1933 91 ans   | 30/11/1981 | Membre             | Physique                                                                                        | Grand-croix de la Légion d'honneur Grand-croix de l'ordre national du Mérite scientifique Médaille d'or du CNRS 1996 Médaille d'argent du CNRS 1964 Prix Nobel de physique 1997 Physicien spécialiste du refroidissement et duconfinement d'atomes par laser |
| Françoise Combes            | Française                         |                  | 12/08/1952 72 ans  | 30/11/2004 | Membre             | Sciences de l'univers                                                                           | Officier de la Légion d'honneur Commandeur de l'ordre national du Mérite Médaille d'argent du CNRS 2001 Astrophysicienne spécialiste de la dynamique des galaxies |
| Geneviève Comte-Bellot      | Française                         |                  | 29/07/1929 95 ans  | 2/04/1990  | Membre             | Sciences mécaniques et informatiques                                                            | Commandeur de la Légion d'honneur Commandeur de l'ordre national du Mérite Physicienne spécialiste de la mécanique des fluides, travaux sur la turbulence et l'aéroacoustique. |
| Alain Connes                | Française                         |                  | 1/04/1947 77 ans   | 15/03/1982 | Membre             | Mathématique                                                                                    | Médaille Fields 1982 Médaille d'argent du CNRS 1977 Médaille d'or du CNRS 2004 Mathématicien spécialiste de la théorie des algèbres de von Neumann |
| Max Cooper                  | Américaine                        |                  | 31/08/1933 91 ans  | 17/11/2015 | Associé étranger   | Biologie humaine et sciences médicales                                                          | Immunologiste |
| Umberto Cordani             | Brésilienne                       |                  | 1938 86 ans        | 8/12/2009  | Associé étranger   | Sciences de l’univers                                                                           | Chevalier de l'ordre des Palmes académiques Géologue |
| Avelino Corma (en)          | Espagnole                         |                  | 15/12/1952 72 ans  | 17/11/2015 | Associé étranger   | Chimie                                                                                          | Chimiste spécialiste de la catalyse hétérogène |
| Jean-Michel Coron           | Française                         |                  | 8/08/1956 68 ans   | 18/11/2014 | Membre             | Sciences mécaniques et informatiques                                                            | Mathématicien, étude des méthodes variationnelles pour les équations aux dérivées partielles non linéaires |
| Pierre Corvol               | Française                         |                  | 18/8/1941 83 ans   | 13/11/1995 | Membre             | Biologie humaine et sciences médicales                                                          | Commandeur de la Légion d'honneur Grand officier de l'ordre national du Mérite Président de l'Académie des sciences (2019 - 2020) Médecin, physiologiste, recherche dans le domaine des régulations endocriniennes de la pression artérielle et de l'hypertension |
| Suzanne Cory                | Australienne                      |                  | 11/03/1942 83 ans  | 18/03/2002 | Associée étrangère | Biologie moléculaire et cellulaire, génomique                                                   | Compagnon de l'ordre d'Australie Biologiste moléculaire, généticienne |
| Dominique Costagliola       | Française                         |                  | 17/05/1954 70 ans  | 5/12/2017  | Membre             | Biologie humaine et sciences médicales                                                          | Officier de la Légion d'honneur Chevalier de l'ordre national du Mérite Biomathématicienne, épidémiologiste |
| Pascale Cossart             | Française                         |                  | 21/03/1948 76 ans  | 15/10/2002 | Membre             | Biologie moléculaire et cellulaire, génomique                                                   | Commandeur de la Légion d'honneur Commandeur de l'ordre national du Mérite Secrétaire perpétuel dans la deuxième section (2016 -) Biologiste, chimiste, bactériologiste |
| Janine Cossy                | Française                         |                  | 1950 74 ans        | 5/12/2017  | Membre             | Chimie                                                                                          | Chevalier de la Légion d'honneur Officier de l'ordre national du Mérite Médaille de bronze du CNRS 1987 Médaille d'argent du CNRS 1996 Chimiste spécialiste de la synthèse de produits biologiquement actifs. |
| Vincent Courtillot          | Française                         |                  | 6/03/1948 77 ans   | 12/11/2003 | Membre             | Sciences de l'univers                                                                           | Chevalier de la Légion d'honneur Officier de l'ordre national du Mérite Commandeur de l'ordre des Palmes académiques Médaille d'argent du CNRS 1993 Géophysicien, spécialiste du géomagnétisme et du paléomagnétisme |
| Patrick Couvreur            | Française                         |                  | 18/01/1950 75 ans  | 18/11/2014 | Membre             | Chimie                                                                                          | Chevalier de la Légion d'honneur Pharmacien, spécialiste des nanotechnologies |
| François Cuzin              | Française                         |                  | 1938 86 ans        | 6/11/2000  | Membre             | Biologie moléculaire et cellulaire, génomique                                                   | Chevalier de la Légion d'honneur Officier de l'ordre national du Mérite Généticien |
| Jean Dalibard               | Française                         |                  | 8/12/1958 66 ans   | 18/11/2003 | Membre             | Physique                                                                                        | Physicien, refroidissement d'atomes par laser et optique quantique, étude expérimentale des condensats de Bose-Einstein |
| Thibault Damour             | Française                         |                  | 7/02/1951 74 ans   | 22/11/1999 | Membre             | Physique                                                                                        | Chevalier de la Légion d'honneur Médaille d'or du CNRS 2017 Médaille de bronze du CNRS 1990 Physicien, spécialiste de la relativité générale et de la théorie des cordes. |
| Antoine Danchin             | Française                         |                  | 7/05/1944 80 ans   | 10/12/2013 | Membre             | Biologie moléculaire et cellulaire, génomique                                                   | Chevalier de la Légion d'honneur Chevalier de l'ordre national du Mérite Biologiste, bio-informaticien, généticien |
| Pierre Darriulat            | Française                         |                  | 17/02/1938 87 ans  | 6/10/1986  | Correspondant      | Physique                                                                                        | Officier de la Légion d'honneur Physicien expérimentateur, astrophysicien |
| Ingrid Daubechies           | Belge Américaine                  |                  | 17/08/1954 70 ans  | 8/12/2009  | Associée étrangère | Sciences mécaniques et informatiques                                                            | Mathématicienne |
| Michel Davier               | Française                         |                  | 6/03/1942 83 ans   | 25/04/1994 | Membre             | Physique                                                                                        | Chevalier de la Légion d'honneur Chevalier de l'ordre national du Mérite Physicien, physique des interactions fortes et électrofaibles, responsabilités au CERN |
| Claude Debru                | Française                         |                  | 1944 80 ans        | 15/03/2011 | Membre             | Biologie humaine et sciences médicales                                                          | Chevalier de la Légion d'honneur Officier de l'ordre national du Mérite Chevalier de l'ordre des Palmes académiques Croix d'officier de l'ordre du Mérite Histoirien des sciences de la vie et de la médecine |
| Laurent Degos               | Française                         |                  | 9/07/1945 79 ans   | 22/04/1996 | Correspondant      | Biologie humaine et sciences médicales                                                          | Chevalier de la Légion d'honneur Officier de l'ordre national du Mérite Chevalier de l'ordre des Palmes académiques Hématologue |
| Stanislas Dehaene           | Française                         |                  | 12/05/1965 59 ans  | 29/11/2005 | Membre             | Biologie humaine et sciences médicales                                                          | Chevalier de la Légion d'honneur Psychologue cognitiviste et neuroscientifique |
| Véronique Dehant            | Belge                             |                  | 24/07/1959 65 ans  | 17/11/2015 | Associée étrangère | Sciences de l'univers                                                                           | Commandeur de l'ordre de Léopold II Géophysicienne, astronome |
| Paul Deheuvels              | Française                         |                  | 11/03/1948 77 ans  | 6/11/2000  | Membre             | Sciences mécaniques et informatiques et Inter-section des applications des sciences             | Statisticien |
| Anne Dejean-Assémat         | Française                         |                  | 6/01/1957 68 ans   | 30/11/2004 | Membre             | Biologie Humaine et Sciences Médicales                                                          | Chevalier de la Légion d'honneur Chevalier de l'ordre national du Mérite Biologiste moléculaire, étude des mécanismes génétiques, épigénétiques et cellulaires responsables du développement des tumeurs malignes chez l'homme |
| Pierre Deligne              | Belge                             |                  | 3/10/1944 80 ans   | 29/05/1978 | Associé étranger   | Mathématique                                                                                    | Médaille Fields 1978 Prix Wolf de mathématiques 2008 Prix Abel 2013 Mathématicien |
| Michel Delseny              | Française                         |                  | 17/06/1945 79 ans  | 10/12/2013 | Membre             | Biologie intégrative                                                                            | Chevalier de l'ordre national du Mérite Chevalier de l'ordre des Palmes académiques Médaille de bronze du CNRS 1978 Biologiste, généticien |
| Jean-Pierre Demailly        | Française                         |                  | 25/09/1957 67 ans  | 10/12/2013 | Membre             | Mathématique                                                                                    | Médaille de bronze du CNRS 1981 Mathématiciena, analyse complexe à plusieurs variables |
| Jean Dénarié                | Française                         |                  | 26/10/1940 84 ans  | 16/12/2008 | Membre             | Biologie intégrative                                                                            | Officier de l'ordre du Mérite agricole Biologiste |
| Bernard Derrida             | Française                         |                  | 12/12/1957 72 ans  | 30/11/2004 | Membre             | Physique                                                                                        | Chevalier de la Légion d'honneur Physicien, théoricien des systèmes désordonnés, étude de la dynamique des réseaux complexes, des systèmes hors d’équilibre et des applications de la physique statistique à des problèmes de génétique, de réseaux de neurones ou de trafic |
| Peter Dervan (en)           | Américaine                        |                  | 28/06/1945 79 ans  | 3/04/2000  | Associé étranger   | Biologie moléculaire et cellulaire, génomique                                                   | Chimiste |
| Pierre Deslongchamps        | Canadienne                        |                  | 8/05/1935 86 ans   | 6/03/1995  | Associé étranger   | Chimie                                                                                          | Officier de l'Ordre national du Québec Chimiste |
| Michel Devoret              | Française                         |                  | 5/05/1953 71 ans   | 11/12/2007 | Membre             | Physique                                                                                        | Chevalier de la Légion d'honneur Physicien, travaux sur la pompe à électrons quantiques Josephson, contributions dans les domaines de l’électrodynamique et des circuits quantiques des circuits |
| Sandra Diaz                 | Argentine                         |                  | 27/10/1961 63 ans  | 17/11/2015 | Associée étrangère | Biologie intégrative                                                                            | Biologiste spécialiste de l'écologie des communautés et des écosystèmes |
| Simon Donaldson             | Britannique                       |                  | 20/8/1957 67 ans   | 21/06/2005 | Associé étranger   | Mathématique                                                                                    | Mathématicien spécialiste de la géométrie différentielle |
| David Leigh Donoho          | Américaine                        |                  | 5/03/1957 68 ans   | 8/12/2009  | Associé étranger   | Mathématique                                                                                    | Mathématicien spécialiste en statistique. |
| Ann Patricia Dowling        | Britannique                       |                  | 15/7/1952 72 ans   | 29/04/2002 | Associée étrangère | Sciences mécaniques et informatiques et Inter-section des applications des sciences             | Chercheuse en génie mécanique et en aéroacoustique |
| Vladimir Drinfeld           | Soviétique Ukrainienne Américaine |                  | 14/02/1954 71 ans  | 8/12/2009  | Associé étranger   | Mathématique                                                                                    | Médaille Fields 1990 Mathématicien spécialiste de la géometrie algébrique, de la théorie des nombres et de la physique mathématique |
| Denis Duboule               | Française Suisse                  |                  | 17/2/1955 70 ans   | 29/11/2005 | Membre             | Biologie intégrative                                                                            | Chevalier de la Légion d'honneur Chevalier de l'ordre national du Mérite Généticien |
| Michel Duflo                | Française                         |                  | 1943 81 ans        | 24/11/1986 | Membre             | Mathématique                                                                                    | Mathématicien |
| Bernard Dujon               | Française                         |                  | 8/08/1947 77 ans   | 15/10/2002 | Membre             | Biologie moléculaire et cellulaire, génomique                                                   | Chevalier de la Légion d'honneur Officier de l'ordre national du Mérite Chevalier de l'ordre des Palmes académiques Généticien |
| Catherine Dulac             | Française                         |                  | 11/02/1963 62 ans  | 11/12/2007 | Membre             | Biologie intégrative                                                                            | Officière de la Légion d'honneur 2023 Prix Liliane Bettencourt pour les jeunes chercheurs (1992) Prix de la Fondation Ruth and Milton Steinbach 1997 Programme de bourse Searle (en) 1998 Prix Richard Lounsbery 2006 (chevalière du 24 avril 2011) prix Pradel de la recherche (de) 2015 Prix Edward M. Scolnick en neurosciences 2017 Breakthrough Prize in Life Sciences 2021 Biologiste |
| Christian Dumas             | Française                         |                  | 2/01/1943 82 ans   | 19/11/2002 | Membre             | Biologie intégrative                                                                            | Chevalier de la Légion d'honneur Chevalier de l'ordre national du Mérite Chevalier de l'ordre des Palmes académiques Biologiste, spécialiste des mécanismes de reproduction sexuée spécifiques des plantes à fleurs |
| Jean-Claude Duplessy        | Française                         |                  | 10/03/1942 83 ans  | 15/11/2011 | Membre             | Sciences de l'univers et Inter-section des applications des sciences                            | Co-récipiendaire, avec ses collègues du GIEC, du Prix Nobel de la paix 2007 Climatologue, géochimiste |
| Georges Duvaut              | Française                         |                  | 1934 90 ans        | 30/01/1978 | Membre             | Sciences mécaniques et informatiques                                                            | Mathématicien |
| Thomas Ebbesen              | Norvégienne Française             |                  | 30/01/1954 71 ans  | 8/12/2009  | Associé étranger   | Chimie                                                                                          | Médaille d'or du CNRS 2019 Chimiste et physicien |
| Stuart Edelstein            | Suisse Américaine                 |                  | 1941 83 ans        | 04/05/1998 | Associé étranger   | Biologie humaine et sciences médicales                                                          | Chevalier de la Légion d'honneur 2003 Biophysicien |
| Jean-Marc Egly              | Française                         |                  | 27/12/1945 79 ans  | 29/11/2005 | Membre             | Biologie moléculaire et cellulaire, génomique                                                   | Officier de la Légion d'honneur Biologiste moléculaire spécialisé dans le domaine de la transcription |
| Frank Eisenhauer (en)       | Française                         |                  | 09/06/1968 56 ans  | 08/12/2021 | Associé étranger   | Sciences de l'univers                                                                           | Médaille Jackson-Gwilt 2022 Astronome |
| Odile Eisenstein            | Française                         |                  | 04/06/1949 75 ans  | 10/12/2013 | Membre             | Chimie                                                                                          | Officière de la Légion d'honneur Officière de l'ordre national du Mérite Médaille d'argent du CNRS 1994 Chimiste théoricienne |
| Pierre Encrenaz             | Française                         |                  | 14/09/1945 79 ans  | 04/12/2000 | Membre             | Sciences de l'univers                                                                           | Prix d’Antoine d'Abbadie Prix Forthuny Prix des trois physiciens 2003 Prix Tommassoni 2004 4 ESA (European Space Agency) et NASA Awards Astronome |
| Anne Ephrussi               | Française                         |                  | 15/09/1955 69 ans  | 16/12/2008 | Membre             | Biologie moléculaire et cellulaire, génomique                                                   | Officière de l'ordre national du Mérite 2022 Biologiste |
| Daniel Esteve               | Française                         |                  | 02/02/1954 71 ans  | 29/11/2005 | Membre             | Physique                                                                                        | Prix Germain du Collège de France 1983 Prix Ampère de l’Académie des sciences 1991 Prix Agilent Europhysics 2004 Physicien, conception de circuits électriques exploitant les effets quantiques |
| Anne Fagot-Largeault        | Française                         |                  | 22/09/1938 86 ans  | 12/11/2002 | Membre             | Biologie humaine et sciences médicales                                                          | Commandeure de la Légion d'honneur Commandeure de l'ordre national du Mérite Prix de l'Association Confrontations psychiatriques 1985 Prix de la Fondation Dagnan-Bouveret 1985 Prix Grammaticakis-Neuman de l'Académie des sciences 1995 Philosophe, psychiatre |
| Michel Fardeau              | Française                         |                  | 24/10/1929 95 ans  | 22/04/1996 | Membre             | Biologie humaine et sciences médicales                                                          | Officier de la Légion d'honneur Chevalier de l'ordre national du Mérite Lauréat du Grand Prix de la Fondation Athéna-Institut de France 1985 Prix « Duchenne-Erb » de la Deutsche Gesellschaft Bekämfung der Muskelkrankheiten 1991 International Prize “Gaetano Conte“ 1995 Premio Ottorino Rossi, Pavia 1996 Médaille de la Swedish Society of Medicine 2000 Lifetime Achievement Award (World Federation of Neurology) 2002 Médecin chercheur en pathologie médicale, pionnier fondateur en France de la myologie |
| Olivier Faugeras            | Française                         |                  | 22/12/1949 75 ans  | 23/11/1998 | Membre             | Sciences mécaniques et informatiques                                                            | Chevalier de la Légion d'honneur 2006 Chevalier de l'ordre des Palmes académiques 2014 Prix Fondation Fiat Institut de France 1989 Prix France Télécom de l'Académie des sciences 1998 Prix Koenderink 2008 Azriel Rosenfeld Award 2015 Informaticien, mathématicien |
| Stéphan Fauve               | Française                         |                  | 20/12/1955 69 ans  | 15/03/2011 | Membre             | Physique                                                                                        | Prix IBM de Physique 1993 Prix des Trois Physiciens 2008 Médaille Lewis Fry Richardson de l’European Geosciences Union 2009 Médaille d’argent du CNRS 2009 Prix du CEA, Académie des Sciences 2009 Physicien, physique non linéaire |
| Pierre Fayet                | Française                         |                  | 04/12/1949 75 ans  | 10/12/2013 | Membre             | Physique                                                                                        | Médaille de bronze du CNRS 1976 Commandeur de l'ordre des Palmes académiques Physicien, travaux sur la supersymétrie et l’extension supersymétrique du modèle standard des particules et interactions fondamentales, ainsi que sur la matière sombre de l’Univers, et la recherche de nouvelles forces |
| Albert Fert                 | Française                         |                  | 07/03/1938 87 ans  | 30/11/2004 | Membre             | Physique et Inter-section des applications des sciences                                         | Commandeur de la Légion d'honneur Grand-croix de l'ordre national du Mérite Prix Nobel de physique 2007 Médaille d'or du CNRS 2003 Physicien, spécialiste de physique de la matière condensée |
| Mathias Fink                | Française                         |                  | 18/10/1945 79 ans  | 18/11/2003 | Membre             | Physique et Inter-section des applications des sciences                                         | Commandeur de la Légion d'honneur Médaille d'argent du CNRS 1995 Physicien, spécialiste de l'application des ondes à l'imagerie biomédicale |
| Alain Fischer               | Française                         |                  | 11/09/1949 75 ans  | 12/11/2002 | Membre             | Biologie humaine et sciences médicales                                                          | Grand officier de la Légion d'honneur 2022 Chevalier de l'ordre national du Mérite 1998 Prix Halpern 1984 Prix Behring-Metchnikoff 1992 Prix de Médecine de la Fondation Jung 1998 Prix de la Fondation NRJ-Institut de France 2000 Prix de la Pédiatrie Pierre Royer 2000 Prix Louis-Jeantet de médecine 2001 Prix Novartis d'immunulogie clinique Prix A. Philipson de pédiatrie 2003 Prix René Descartes de la Communauté Européenne 2005 Grand prix de l'Inserm 2008 Prix Sanofi/Pasteur 2013 Prix japonais 2015 Médecin, biologiste, immunologue pédiatrique, travaux sur les déficits immunitaires acquis dès la naissance et les approches curatives par thérapies géniques. |
| Patrick Flandrin            | Française                         |                  | 02/06/1955 69 ans  | 30/11/2010 | Membre             | Sciences mécaniques et informatiques                                                            | Chevalier de l'ordre des Palmes académiques Médaille d'argent du CNRS 2010 Vice-président de l'Académie des sciences (2019 - 2020) Physicien, spécialiste de traitement du signal |
| Marc Fontecave              | Française                         |                  | 27/09/1956 68 ans  | 29/11/2005 | Membre             | Chimie                                                                                          | Chevalier de la Légion d'honneur 2015 Officier de l'ordre national du Mérite 2021 Prix Policart-Lacassagne 1996 Médaille d'argent du CNRS 2004 Chimiste spécialiste de la chimie bioinorganique Grand prix Achille-Le-Bel de la Société chimique de France 2011 Chimiste |
| Samuel Forest               | Française                         |                  | 20/07/1968 56 ans  | 19/12/2022 | Membre             | Sciences mécaniques et informatiques                                                            | Grand prix Huy Duong Bui 2021 Médaille d'argent du CNRS 2012 Prix Jean Mandel 2001 Médaille de bronze du CNRS 1998 chercheur en mécanique des matériaux |
| François Forget             | Française                         |                  | 1967 57 ans        | 5/12/2017  | Membre             | Sciences de l'univers                                                                           | Médaille de bronze du CNRS 2001 Médaille David Bates 2014 Médaille d'argent du CNRS 2022 Astrophysicien, spécialiste de l’exploration du système solaire et des environnements planétaires |
| Uriel Frisch                | Française                         |                  | 10/12/1940 84 ans  | 16/12/2008 | Membre             | Sciences mécaniques et informatiques                                                            | Physicien, spécialiste de la mécanique des fluides, de l'astrophysique et des mathématiques appliquées, travaux sur la turbulence appliquée à l'astrophysique. Historien des sciences |
| Antonio Garcia-Bellido (en) | Espagnole                         |                  | 30/04/1936 88 ans  | 27/03/1995 | Associé étranger   | Biologie moléculaire et cellulaire, génomique                                                   | Biologiste |
| Sonia Garel                 | Française                         |                  | 01/03/1972 53 ans  | 19/12/2022 | Membre             | Biologie humaine et sciences médicales                                                          | Chevalière de l'ordre national du Mérite 2016 Prix des jeunes chercheurs européens 2008 Prix EMBO Jeunes Chercheurs 2012 Prix Antoine Lacassagne du Collège de France 2014 Lauréate de la Fondation Schlumberger pour l'Education et la Recherche (FSER) en 2019 Prix des diplômés de la Fondation NRJ - Institut de France 2020 , Neurobiologiste |
| Olivier Gascuel             | Française                         |                  | 1956 69 ans        | 17/12/2019 | Membre             | Biologie intégrative                                                                            | Lauréat de la médaille d’argent du CNRS 2009 Lauréat du prix Inria de l'Académie des sciences 2017 Bio-informaticien |
| Susan Gasser                | Suisse                            |                  | 29/03/1953 71 ans  | 21/06/2005 | Associée étrangère | Biologie moléculaire et cellulaire, génomique                                                   | Prix Otto Nägeli 2006 Prix International Inserm 2011 Women in Science Award de l'organisation européenne de biologie moléculaire 2012 Weizman Women in Science Award 2013 Biologiste moléculaire |
| Reinhard Genzel             | Allemande                         |                  | 24/03/1952 72 ans  | 30/03/1998 | Associé étranger   | Sciences de l'univers                                                                           | Prix Jules-Janssen 2000 Prix Balzan 2003 Médaille Albert Einstein 2007 Prix Shaw d'astronomie 2008 Prix Crafoord 2012 Prix Nobel de physique 2020 Astrophysicien |
| Antoine Georges             | Française                         |                  | 14/04/1961 63 ans  | 18/11/2014 | Membre             | Physique                                                                                        | Médaille d'argent du CNRS 2007 Physicien |
| Étienne Ghys                | Française                         |                  | 29/12/1954 70 ans  | 11/04/1994 | Membre             | Mathématique                                                                                    | Prix Servant de l'Académie des sciences 1990 Médaille d'argent du CNRS 1991 Chevalier de la Légion d'honneur 2012 Mathématicien |
| Thierry Giamarchi           | Française                         |                  | 05/10/1963 61 ans  | 10/12/2013 | Membre             | Physique                                                                                        | Prix Abragam prize de l'Académie des sciences 2000 Fellow de l'American Physical Society 2013 Physicien |
| Fabiola Gianotti            | Italienne                         |                  | 29/10/1960 64 ans  | 17/11/2015 | Associée étrangère | Physique                                                                                        | Physicienne |
| Jean Girard                 | Française                         |                  |                    | 16/03/1987 | Membre             | Biologie intégrative                                                                            | Biologiste |
| Jean-Yves Girard            | Française                         |                  | 1947 78 ans        | 30/05/1994 | Correspondant      | Sciences mécaniques et informatiques                                                            | Logicien |
| Michel Haïssaguerre         | Française                         |                  | 5/10/1955 69 ans   | 30/11/2010 | Membre             | Biologie humaine et sciences médicales                                                          | Grand prix scientifique de la fondation Lefoulon-Delalande 2010 Prix Montyon 2009 Prix Louis-Jeantet de médecine 2010 Prix Coup d’Élan pour la recherche française de la fondation Bettencourt Schueller 2011 Cardiologue, électrophysiologiste, spécialiste des troubles du rythme |
| Theodor Hänsch              | Allemande Américaine              |                  | 30/10/1941 83 ans  | 21/06/2005 | Associé étranger   | Physique                                                                                        | Grand officier de l'ordre du Mérite Grand officier de l'ordre du Mérite de la République italienne‎ Prix Nobel de physique 2005 Prix Humboldt Prix Klung-Wilhelmy-Weberbank 1979 Prix Herbert P. Broida 1983 Prix Comstock de physique (en) 1983 Médaille Albert A. Michelson (de) 1986 King Faisal International Prize in Science 1989 Prix Gottfried-Wilhelm-Leibniz 1989 Prix Einstein pour la science du laser (en) 1995 Arthur L. Schawlow Prize in Laser Science (en) 1996 Médaille Stern-Gerlach 2000 Prix de la recherche Philip Morris (de) 2000 Médaille Matteucci 2001 Prix scientifique Alfried-Krupp 2002 Prix Otto-Hahn (en) 2005 Médaille Frederic-Ives 2005 Médaille Rudolf Diesel (en) 2006 Médaille d'or de la constitution bavaroise 2010 Médaille Wilhelm-Exner 2012 Hall of Fame der deutschen Forschung (de) 2012 Physicien spécialiste de la spectroscopie laser de haute résolution et de la manipulation d'atomes par la lumière |
| Serge Haroche               | Française                         |                  | 11/09/1944 80 ans  | 15/11/1993 | Membre             | Physique                                                                                        | Grand officier de la Légion d'honneur Prix Nobel de physique 2012 Prix Jean-Ricard 1983 Prix Einstein pour la science du laser (en) 1988 Prix Gay-Lussac Humboldt 1991 Médaille Albert A. Michelson (de) 1993 Prix Charles-Hard-Townes (en) 2007 Médaille d'or du CNRS 2009 Prix Herbert Walther (de) 2010 Médaille commémorative du Sénat tchèque (cs) 2013 Médaille Dirac (de) 2014 Physicien spécialiste de la physique quantique |
| Olivier Hermine             | Française                         |                  |                    | 5/12/2017  | Membre             | Biologie humaine et sciences médicales                                                          | |
| Heisuke Hironaka            | Japonaise                         | Heisuke Hironaka | 9/04/1931 93 ans   | 26/01/1981 | Associé étranger   | Mathématique                                                                                    | Chevalier de la Légion d'honneur Ordre de la Culture Médaille Fields 1970 Médaille du centenaire de l’université Harvard (en) Bourse Guggenheim Prix Asahi 1967 Prix de l'Académie des sciences du Japon 1970 Personne de mérite culturel 1975 Mathématicien spécialiste en géométrie algébrique |
| Jules Hoffmann              | Française                         |                  | 2/08/1941 83 ans   | 26/10/1992 | Membre             | Biologie intégrative                                                                            | Officier de la Légion d'honneur Grand officier de l'ordre de la Couronne de chêne Prix Nobel de physiologie ou médecine 2011 Médaille d'or du CNRS 2011 Prix Gay-Lussac Humboldt 1983 Prix William B. Coley (en) 2003 Prix Balzan 2007 Prix Rosenstiel 2009 Prix de médecine de l'université Keiō 2010 Prix Shaw 2011 Prix Robert Koch (de) 2004 Membre de l'académie française Président de l'académie des sciences (2007 - 2008) Biologiste, immunologue |
| Anne Houdusse-Juillé        | Française                         |                  | 1966 58 ans        | 17/12/2019 | Membre             | Biologie moléculaire et cellulaire, génomique                                                   | Médaille d'argent du CNRS 2013 Médaille de bronze du CNRS 2004 Biologiste moléculaire spécialisée en biologie structurale, étude des moteurs moléculaires au sein des cellules |
| Patrick Huerre              | Française                         |                  | 1947 77 ans        | 19/11/2002 | Membre             | Sciences mécaniques et informatiques                                                            | Chevalier de la Légion d'honneur Chevalier de l'ordre des Palmes académiques Prix Montyon 1992 Prix Lazare-Carnot 2002 Physicien en mécanique des fluides |
| Gérard Huet                 | Française                         |                  | 07/07/1947 77 ans  | 19/11/2002 | Membre             | Sciences mécaniques et Informatiques                                                            | Chevalier de la Légion d'honneur Prix Herbrand 1998 Prix EATCS 2009 Prix ACM Software System 2013 Informaticien spécialiste en démonstration automatique |
| Jean-Paul Hurault (d)       | Française                         |                  |                    | 02/02/1987 | Correspondant      | Physique                                                                                        | Directeur du Laboratoires d'électronique et de physique appliquée (1983 - 1988) |
| Jean Iliopoulos             | Grecque Française                 |                  | 1940 84 ans        | 12/11/2002 | Membre             | Physique                                                                                        | Physicien théoricien |
| Michel Imbert               | Française                         |                  | 29/06/1935 89 ans  | 22/03/1993 | Membre             | Biologie intégrative                                                                            | Neuropsychologue en neurosciences cognitives |
| Gérard Iooss                | Française                         |                  | 14/06/1944 80 ans  | 02/04/1990 | Membre             | Sciences mécaniques et informatiques                                                            | Mathématicien traitant des systèmes dynamiques et surtout des problèmes mathématiques de l'hydrodynamique |
| Alain Israël                | Française                         |                  | 13/06/1949 75 ans  | 30/11/2004 | Membre             | Biologie moléculaire et cellulaire, génomique                                                   | Chevalier de la Légion d'honneur Biologiste, étude des mécanismes de signalisation cellulaire dans des cellules de mammifères |
| Hervé Jacquet               | Française                         |                  | 1939 85 ans        | 28/01/1980 | Correspondant      | Mathématique                                                                                    | Théorie des nombres, formes automorphes et théorie des représentations. Travaux dans le cadre du programme de Langlands |
| Philippe Janvier            | Française                         |                  | 12/10/1948 76 ans  | 18/01/2014 | Membre             | Biologie intégrative                                                                            | Paléontologue et spécialiste des premiers vertébrés |
| Claude Jaupart              | Française                         |                  | 22/05/1953 71 ans  | 16/12/2008 | Membre             | Sciences de l'univers                                                                           | Chevalier de l'ordre national du Mérite Prix Wager 1993 Médaille d’argent du CNRS Prix Fernand Holweck 1995 prix Mergier-Bourdeix 1998 Fellow de l'Union américaine de géophysique 1998 Médaille Prestwich 1999 Médaille Holmes 2007 Médaille Harry H. Hess 2015 Chercheur en volcanologie physique, spécialistes des risques naturels d'origine géologique |
| Yves Jeannin                | Française                         |                  | 11/04/1931 93 ans  | 30/11/2004 | Correspondant      | Chimie                                                                                          | Chevalier de l'ordre national du Mérite Officier de l'ordre des Palmes académiques Prix Alexander von Humboldt 1990 Chimie des métaux de transition |
| Denis Jérome                | Française                         |                  | 28/02/1939 86 ans  | 29/11/2005 | Membre             | Physique                                                                                        | Officier de l'ordre national du Mérite Chevalier de la Légion d'honneur Médaille de bronze du CNRS 1965 Prix Doistaut-Blutel) 1980 Prix Holweck 1985 Prix du Comité du Rayonnement Français 1990 Prix Hewlett Packard Europhysics 1991 Physicien expérimentateur dans le domaine de la matière condensée |
| Pierre Joliot               | Française                         |                  | 12/3/1932 93 ans   | 01/03/1982 | Membre             | Biologie intégrative                                                                            | Commandeur de l'ordre national du Mérite Grand officier de la Légion d'honneur Prix André Policard-Lacassagne 1968 Prix Charles F. Kettering de l’American Society of Plant Physiologists 1970 Prix du Commissariat à l'Énergie Atomique 1980 Médaille d'or du CNRS 1982 Biologiste |
| Jean Jouzel                 | Française                         |                  | 05/03/1947 78 ans  | 05/12/2017 | Membre             | Sciences de l'univers                                                                           | Commandeur de la Légion d'honneur Commandeur de l'ordre national du Mérite Prix Phillip-Morris en climatologie 1992 Médaille Milutin-Milankovitch 1997 Prix de l'Académie des sciences 1999 Ippolito Award 2000 Médaille d'or du CNRS 2002 Médaille Roger-Revelle 2003 Prix Descartes 2008 Prix Vetlesen (2012) Médaille d'or de l'Académie d'agriculture de France 2015 Paléoclimatologue |
| Henri Kagan                 | Française                         |                  | 15/12/1930 94 ans  | 23/01/1978 | Membre             | Chimie                                                                                          | Chevalier de la Légion d'honneur Chevalier de l'ordre national du Mérite Médaille d'argent du CNRS 1974 Médaille Pelog 1990 Médaille August Wilhelm von Hofmann 1991 Prix Tetrahedron 1999 Prix du centenaire de la Royal Society of Chemistry 1999 Prix Wolf de chimie 2001 Prix Ryoji Noyori 2002 Bower Award and Prize for Achievement in Science 2005 Horst-Pracejus-Preis 2007 Médaille Lavoisier 2013 Chimiste |
| Eric Kandel                 | Américaine                        |                  | 07/11/1929 95 ans  | 13/11/1995 | Associé étranger   | Biologie intégrative                                                                            | Grand officier d'argent de l'ordre du Mérite autrichien Pour le Mérite au titre des arts et des sciences Prix Karl Spencer Lashley (en) 1981 Prix Albert-Lasker pour la recherche médicale fondamentale 1983 Prix Rosenstiel 1983 Prix Dickson dans la catégorie médecine 1983 Prix Gairdner 1987 NAS Award for Scientific Reviewing (en) 1988 Robert J. and Claire Pasarow Foundation Award for Distinguished Contributions to Neuropsychiatric Research 1988 Bristol-Myers Squibb Award for Distinguished Achievement in Neuroscience Research avec Timothy Bliss (en) 1991 Prix Jean-Louis-Signoret (de) 1992 Prix Harvey 1993 Prix Ralph W. Gerard en Neuroscience (en) 1997 Prix Wolf de médecine 1999 Prix Nobel de physiologie ou médecine 2000 Prix Viktor Frankl (de) 2008 Médecin psychiatre, chercheur en neurosciences |
| Daniel Kaplan               | Française                         |                  | 28/04/1941 83 ans  | 09/04/1990 | Membre             | Physique et Inter-section des applications des sciences                                         | Chevalier de la Légion d'honneur 2013 Officier de l'ordre national du Mérite Médaille Blondel 1984 Physicien de la matière condensée |
| Katalin Karikó              | Américaine Hongroise              |                  | 17/01/1955 70 ans  | 08/12/2021 | Associée étrangère | Biologie humaine et sciences médicales                                                          | Prix Princesse des Asturies pour la recherche scientifique et technique 2021 Breakthrough Prize in Life Sciences 2021 Prix Albert-Lasker pour la recherche médicale clinique 2021 Grande médaille de l'Académie des sciences 2021 prix L'Oréal-UNESCO pour les femmes et la science 2022 Prix Solvay pour la science du futur 2022 Prix Pearl Meister Greengard 2022 prix Nobel de physiologie ou médecine 2023 Biochimiste |
| Richard Karp                | Américaine Hongroise              |                  | 03/01/1935 90 ans  | 18/03/2022 | Associé étranger   | Sciences mécaniques et informatiques                                                            | prix Turing 1985 Conférence von Neumann 1987 Prix de théorie John-von-Neumann 1990 National Medal of Science 1996 Médaille Benjamin Franklin en informatique 2004 Mathématicien, informaticien |
| Éric Karsenti               | Française                         |                  | 10/09/1948 76 ans  | 22/03/1999 | Membre             | Biologie moléculaire et cellulaire, génomique                                                   | Chevalier de la Légion d'honneur Médaille d'argent du CNRS 1992 Médaille d'or du CNRS 2015 Biologiste |
| Masaki Kashiwara            | Japonaise Hongroise               |                  | 30/01/1947 78 ans  | 04/03/2002 | Associé étranger   | Mathématique                                                                                    | Prix Iyanaga de la Société mathématique du Japon 1981 Prix Asahi 1987 docteur honoris causa, Université Pierre-et-Marie-Curie (UPMC) 2005 Médaille Chern 2018 Mathématicien |
| Brigitte Kieffer            | Française                         |                  | 26/02/1958 67 ans  | 10/12/2013 | Membre             | Biologie moléculaire et cellulaire, génomique et Inter-section des applications des sciences    | Chevalière de la Légion d'honneur Officière de l'ordre national du Mérite prix Richard Lounsbery 2004 de l'Académie des Sciences française et l'Académie Académie nationale des sciences américaine Grand prix Lamonica de neurologie 2012 Prix L'Oréal-Unesco pour les femmes et la science 2014 Neurobiologiste |
| Mary-Claire King            | Américaine                        |                  | 27/02/1946 79 ans  | 08/12/2009 | Associée étrangère | Biologie humaine et sciences médicales                                                          | Komen Brinker Award for Scientific Distinction (en) 1999 Prix Gruber de génétique 2004 Prix Heineken dans la catégorie Médécine 2006 Weizmann Women & Science Award (en) 2006 Médaille double hélice de la Cold Spring Harbor Laboratory 2010 Prix Pearl Meister Greengard Prix Paul-Ehrlich-et-Ludwig-Darmstaedter 2013 National Medal of Science 2014 Prix spécial Albert-Lasker 2014 Prix de biologie de la Hudson Alpha institute for Biology 2014 Prix TÜBA de l'Académie national de science de Turquie (en) 2016 Médaille Mendel de la Genetics Society (en) 2018 Prix Shaw en sciences de la vie et médecine 2018 Prix Dan-David dans la catégorie Futur - Médecine personnalisée 2018 Prix du plaidoyer de l'American Society of Human Genetics (en) 2018 Médaille Benjamin Franklin (en) de la Société américaine de philosophie 2018 Généticienne                                                                                             |
| Nicole King                 | Américaine                        |                  | 1970 54 ans        | 08/12/2021 | Associée étrangère | Biologie moléculaire et cellulaire, génomique                                                   | Prix MacArthur Biologiste |
| Sergiu Klainerman           | Américaine                        |                  | 13/05/1950 74 ans  | 18/03/2002 | Associé étranger   | Mathématique                                                                                    | Prix MacArthur 1991 Prix Bôcher 1999 Prix Fermat 2011 Mathématicien |
| Daniel Kleppner             | Américaine                        |                  | 16/12/1932 92 ans  | 04/03/2002 | Associé étranger   | Physique                                                                                        | Prix Davisson-Germer 1986 William F. Meggers Award 1991 Prix Lilienfeld 1991 Prix de recherche Max-Planck 1992 Médaille Oersted 1997 Prix Wolf de physique 2005 Leo Szilard Lectureship Award 2005 National Medal of Science 2006 Médaille Frederic-Ives 2007 Médaille Benjamin-Franklin 2014 APS Medal 2017 Physicien |
| Bernard Kloareg (d)         | Française                         |                  | 19/12/1953 71 ans  | 01/03/1999 | Correspondant      | Biologie intégrative                                                                            | Biologiste |
| Paul Knochel                | Française Allemande               |                  | 15/11/1955 69 ans  | 11/12/2007 | Membre             | Chimie                                                                                          | Chevalier de l'ordre national du Mérite 2013 Médaille Berthelot de l’Académie des Sciences (Paris) 1992 IUPAC Thieme Prize 1994 ECS - European Chemical Society - Chiroscience Award for Creative European Chemistry 1995 Prix Otto-Bayer 1995 Prix Leibniz 1996 Merck Sharp & Dohme Research Award 2000/2001 Prix V.Grignard 2000 Prix du Dr. Paul Janssen 2004 Cope Scholar Award of the American Chemical Society 2005 Karl-Ziegler-Preis 2009 EROS (Encyclopedia of Reagents for Organic Synthesis) Best Reagent Award. 2011 Gold Nagoya Medal of Organic Chemistry 2012 Herbert C. Brown Award 2014 Chimiste |
| Donald Knuth                | Américaine                        |                  | 10/01/1938 87 ans  | 30/03/1992 | Associé étranger   | Sciences mécaniques et informatiques                                                            | Prix Grace Murray Hopper 1971 Bourse Guggenheim 1972 Prix Turing 1974 Prix Halmos-Ford 1975 Médaille nationale de la science 1979 W. Wallace McDowell Award (en) 1980 Prix ACM Software System 1986 Prix Leroy P. Steele 1986 Médaille Franklin 1988 Prix Halmos-Ford 1993 Médaille Adelskold 1994 Médaille John von Neumann 1995 Prix Harvey 1995 Prix Kyoto dans la catégorie Science de l'information 1996 Médaille d'or de l'université d'État d'ingénierie d'Arménie 2006 Médaille d'or de l'université d'État d'Erevan 2006 Prix Katayanagi 2010 BBVA Foundation Frontiers of Knowledge Award 2010 Médaille Faraday 2011 Stanford University School of Engineering (en) Hero Award 2011 Prix Trotter (en) 2018 Mathématicien, informaticien |
| Maxime Kontsevitch          | Française Russe                   |                  | 25/08/1964 60 ans  | 05/11/2002 | Membre             | Mathématique                                                                                    | Chevalier de la Légion d'honneur Prix Henri-Poincaré 1997 Médaille Fields 1998 Prix Crafoord en mathématiques 2008 Prix Shaw en mathématiques 2012 Prix de physique fondamentale 2012 Breakthrough Prize in Mathematics 2014 Mathématicien |
| Alberto Kornblihtt (en)     | Argentine                         |                  | 30/06/1954 70 ans  | 08/12/2021 | Associé étranger   | Biologie moléculaire et cellulaire, génomique                                                   | Prix Bernardo Houssay Prix Konex de diamant Biologiste |
| Vladimir Kotliakov          | Russe                             |                  | 06/11/1931 93 ans  | 29/04/2002 | Associé étranger   | Sciences de l'univers                                                                           | Ordre du Drapeau rouge du Travail 1981 Ordre de l'Insigne d'honneur 1998 Prix d'État de la fédération de Russie 2001 Ordre du Mérite pour la Patrie 4e classe 2007 Prix Lütke de la société russe de géographie 1985 Prix Przewalski de la société russe de géographie 1996 Prix Berg de l'académie des sciences de Russie 2005 Prix Nobel de la paix avec le GIEC 2007 Prix Demidoff 2011 Médaille Constantin 2011 Glaciologue, géographe |
| Philippe Kourilsky          | Française                         |                  | 22/07/1942 82 ans  | 09/04/1990 | Membre             | Biologie moléculaire et cellulaire, génomique                                                   | Commandeur de la Légion d'honneur Grand officier de l'ordre national du Mérite Prix international d'immunopathologie 1986 Prix Lacassagne du Collège de France 1990 Prix international de la recherche en sciences médicales 2000 Biologiste, immunologiste, généticien |
| Antoine Labeyrie            | Française                         |                  | 12/05/1943 81 ans  | 20/05/1978 | Membre             | Sciences de l'univers                                                                           | Officier de la Légion d'honneur Astronome |
| Laurent Lafforgue           | Française                         |                  | 06/11/1966 58 ans  | 18/11/2003 | Membre             | Mathématique                                                                                    | Officier de la Légion d'honneur 2014 Prix Peccot-Vimont 1995 Médaille de bronze du CNRS 1998 Clay Research Award 2000 Grand prix Jacques-Herbrand 2001 Médaille Fields 2002 Mathématicien |
| Vincent Lafforgue           | Française                         |                  | 20/01/1974 51 ans  | 19/12/2022 | Membre             | Mathématique                                                                                    | Prix de la Société mathématique européenne 2000 Prix Servant 2014 Médaille d'argent du CNRS 2015 Breakthrough Prize in Mathematics 2019 Mathématicien |
| Anne-Marie Lagrange         | Française                         |                  | 12/03/1962 63 ans  | 12/12/2013 | Membre             | Sciences de l'univers                                                                           | Officière de la Légion d'honneur Officière de l'ordre national du Mérite Médaille de bronze du CNRS 1994 Prix digital de la Société française d'astronomie et d'astrophysique 1997 Prix Deslandres de l'Académie des sciences 2003 Médaille de l'université Joseph-Fourier de Grenoble 2004 Prix de la Fondation Cino del Duca 2005 Prix du rayonnement français de l'Association Réalités et Relations Internationales 2007 Prix Dargelos de l'École polytechnique 2009 Prix Irène-Joliot-Curie, catégorie Femme scientifique de l'année 2011 Trophée des femmes en or, catégories Innovation et Trophée du public 2013 Prix Jean-Ricard de la Société française de physique 2017 Astrophysicienne |
| Jean-Yves Lallemand         | Française                         |                  |                    | 15/04/1996 | Membre             | Chimie                                                                                          | Médaille d'argent du CNRS 1984 Chimiste |
| Kurt Lambeck                | Australienne Néerlandaise         |                  | 20/09/1941 83 ans  | 21/06/2005 | Associé étranger   | Sciences de l'univers                                                                           | Compagnon de l'ordre d'Australie (2021) Médaille du Centenaire (Australie) (2001) Prix du premier ministre australien pour la science (en) (2018) MédailleMatthew Flinders (en) (2015) Médaille Wollaston (2013) Prix Balzan (2012) Médaille Alfred-Wegener (de) (1997) Jaeger Medal (1995) Médaille Charles A. Whitten (en) (1993) Médaille James B. Macelwane (en) (1976) Géophysicien, glaciologue |
| Jacques Laskar              | Française                         |                  | 29/04/1955 69 ans  | 03/03/1997 | Membre             | Sciences de l'univers                                                                           | Médaille Milutin Milankovic (en) (2019) Médaille d'argent du CNRS (1994) Astronome |
| Gérard Laumon               | Française                         |                  | 07/05/1952 72 ans  | 30/11/2004 | Membre             | Mathématique                                                                                    | Chevalier de la Légion d'honneur (2010) Compositio Prize (2012) Clay Research Award (2004) Prix Ernest-Dechelle de l'Académie des Sciences (1992) Médaille d'argent du CNRS (1980) Mathématicien |
| Guy Laval                   | Française                         |                  | 17/11/1935 89 ans  | 07/04/1997 | Membre             | Physique                                                                                        | Prix Jean-Ricard (1993) Prix Johannides (1983) Médaille d'argent du CNRS (1972) Physicien |
| Patrick Lavelle (d)         | Française                         |                  | 09/04/1948 76 ans  | 03/05/1999 | Correspondant      | Biologie intégrative                                                                            | Biologiste, pédologue |
| Sandra Lavorel              | Française                         |                  | 12/09/1965 59 ans  | 10/12/2013 | Membre             | Biologie intégrative                                                                            | Officière de la Légion d'honneur (2022) Officière de l'ordre national du Mérite (2016) Médaille d'or du CNRS (2023) Prix Ramon Margalef (en) (2020) BBVA Foundation Frontiers of Knowledge Award (2020) Prix Marsh Ecology (uk) (2017) Médaille Alexander von Humboldt (de) (2015) Médaille d'argent du CNRS (2013) prix Cozzarelli (d) (2007) Médaille de bronze du CNRS (1998) Biologiste, écologue |
| Peter Lax                   | Hongroise Américaine              |                  | 01/05/1926 98 ans  | 09/03/1981 | Associé étranger   | Sciences mécaniques et informatiques                                                            | Médaille Lomonossov (2013) Prix Abel (2005) Prix Leroy P. Steele (1993) Prix Wolf de mathématiques (1987) National Medal of Science (1986) Prix Norbert-Wiener pour les mathématiques appliquées (1975) Prix Chauvenet (1974) Prix Halmos-Ford (1966) Mathématicien |
| Michel Lazdunski            | Française                         |                  | 11/04/1938 86 ans  | 21/02/1983 | Membre             | Biologie moléculaire et cellulaire, génomique                                                   | Officier de l'ordre national du Mérite (1995) Commandeur de la Légion d'honneur (2016) Redi Award (2017) Prix Ehrlich (2013) Prix Galien (2012) Médaille d'or de la Fondation Jung pour la science et la recherche (2011) Magnes Award Lecture Jerusalem (2008) Sherrington Lecture (2006) Grand Prix de la Fondation pour la recherche médicale (2003) Médaille d'or du CNRS (2000), Bristol-Myers Research Unrestricted Award in Neuroscience (1993) prix de recherche de la Fondation Allianz-Institut de France (1991) ICI Prize Lecture (1989) Grand prix de l'International Society for Cardiac Research (1984) Grand prix de l'Académie des sciences (prix Charles-Léopold-Mayer (1983) Médaille d'argent du CNRS (1976) Biochimiste |
| Gilles Lebeau               | Française                         |                  | 17/11/1954 70 ans  | 03/03/1997 | Membre             | Mathématique                                                                                    | Prix Ampère (2003) Prix Servant (1992) Médaille d'argent du CNRS (1992) Prix IBM France (1988) Mathématicien |
| Denis Le Bihan              | Française                         |                  | 30/07/1957 67 ans  | 22/03/1999 | Membre             | Biologie humaine et sciences médicales et Inter-section des applications des sciences           | Médaille Antoine Béclère (2022) Eduard Rhein Foundation Award (2021) Louis-Jeantet Prize (2014) Honda Prize (2012) Holst Award, Eindhoven University of Technology & Phlips Research (2010) JA Vezina Award (2010) Louis D. Foundation Award (2003) Loundsbery Award from the National Academy of Sciences (US) (2002) Médaille d'or de l'International Society of Magnetic Resonance in Medecine (2001) Prix Kodak-Landucci (1995) Prix de la Société européenne de résonance magnétique en médecine et biologie (1994) Prix Greenfield de l'American Association of Physicists in Medicine (AAPM) (1991) Prix Foucault pour Travaux en Physique Appliquée (1989) Prix René Djindjian (1986) Prix Michel Katz (1985) Médecin, physicien |
| Jean-Baptiste Leblond       | Française                         |                  | 21/05/1957 67 ans  | 21/04/1997 | Membre             | Sciences mécaniques et informatiques                                                            | Chevalier de l'ordre des Palmes académiques (2011) Prix Fourneyron (1993) Prix Jean Mandel (1989) Prix Jeune Chercheur de la DRET (1987) Physicien |
| Jean-Dominique Lebreton     | Française                         |                  | 19/02/1950 75 ans  | 29/11/2005 | Membre             | Biologie intégrative                                                                            | Chevalier de l'ordre national du Mérite (1998) Grand prix de la Société française d'écologie et d'évolution (2018) Médaille d'argent du CNRS (1990) Biomathématicien, informaticien |
| Thomas Lecuit               | Française                         |                  | 04/10/1971 53 ans  | 18/11/2014 | Membre             | Biologie moléculaire et cellulaire, génomique                                                   | Chevalier de l'ordre des Arts et des Lettres Prix Liliane-Bettencourt pour les sciences du vivant (2015) Médaille d'argent du CNRS (2015) Grand Prix Victor Noury (2011) Prix Antoine Laccassagne (2009) Prix Claude Paoletti (2007) Médaille de bronze du CNRS (2006) Prix de la Fondation Schlumberger pour l’Education et la Recherche (2004) Biologiste |
| Yann Le Cun                 | Française                         |                  | 08/07/1960 64 ans  | 08/12/2021 | Associé étranger   | Sciences mécanique et informatiques                                                             | Chevalier de la Légion d'honneur (2020) Prix Princesse des Asturies (2022) prix Harold-Pender (2018) prix Turing (2018) Lovie Awards (2016) Neural Networks Pioneer Award (2014) Golden Plate dans la catégorie Science (2019) Ingénieur logiciel, chercheur en intelligence artificielle, informaticien, ingénieur électricien |
| Nicole Le Douarin           | Française                         |                  | 20/08/1930 94 ans  | 04/02/1980 | Membre             | Biologie intégrative                                                                            | Grand-croix de la Légion d'honneur (2010) Grand-croix de l'ordre national du Mérite (1995) Commandeure de l'ordre des Palmes académiques Prix d'honneur de l'Inserm (2009) Prix mondial Cino Del Duca (2003) Grande médaille d'or de la Société d'encouragement au progrès (1998) Prix Louisa-Gross -orwitz (1993) Prix Louis-Jeantet de médecine (1990) Médaille d'or du CNRS (1986) Prix de Kyoto « Biotechnologie et technologie médicale » (1986) Prix de l'Académie des sciences (1965) Biologiste |
| Gérard Le Fur               | Française                         |                  | 22/08/1950 74 ans  | 29/03/1999 | Membre             | Biologie moléculaire et cellulaire, génomique et Intersection des applications des sciences     | Prix de l'Ordre des pharmaciens (2004) Prix Galien (1983, 2000) Neurobiologiste |
| Jean-François Le Gall       | Française                         |                  | 15/11/1959 65 ans  | 10/12/2013 | Membre             | Mathématique                                                                                    | Chevalier de la Légion d'honneur (2010) Prix Frontiers of Knowledge in Basic Sciences (2022) Prix Wolf (2019) Médaille d'argent du CNRS (2009) Prix Fermat (2005) Prix Sophie-Germain (2005) Prix Loève (1997) Prix Rollo Davidson (1986) Mathématicien |
| Jean-Marie Lehn             | Française                         |                  | 30/09/1939 85 ans  | 29/04/1985 | Membre             | Chimie                                                                                          | Grand officier de la Légion d'honneur (2014) Chevalier de l'ordre des Palmes académiques (1989) Officier de l'ordre national du Mérite (1993) Grand officier de l'ordre national du Mérite de Roumanie (2004) 2e classe de l'ordre du Soleil levant, décoré de l'Étoile d'or et d'argent (2019) Médaille Eucor (2013) Médaille Giulio Natta (2003) Österreichische Ehrenkreuz für Wissenschaft und Kunst (de), (première classe) (2001) Médaille Messel (1998) Médaille Lavoisier (1997) Médaille Davy (1997) Prix Ettore-Majorana (1994) Prix de chimie Bonner (1993) Prix Karl Ziegler (1989) Prix Nobel de chimie (1987) Prix Rold-Sammet (1985) Prix du Commissariat à l'Energie Atomique (1984) Prix Alexandre von Humboldt (1983) Prix Paracelse (1982) Médaille d'or de l'Académie pontificale des sciences (1981) Médaille d'or du CNRS (1981) Chimiste                                                                                          |
| Odile Macchi                | Française                         |                  | 1943 82 ans        | 25/04/1994 | Membre             | Sciences mécaniques et informatiques                                                            | Officière de la Légion d'honneur (2016),. Commandeure de l'ordre national du Mérite (2013),. Officière de l'ordre des Arts et des Lettres (2013) Médaille Blondel (1980) Prix Michel-Monpetit (1991) Physicienne, mathématicienne (Théorie du signal, de l'information et des communications) |
| Bernard Mach (d)            | Suisse                            |                  | 13/03/1933 92 ans  | 03/04/1995 | Associé étranger   | Biologie humaine et sciences médicales                                                          | Biologiste |
| Bernard Malgrange           | Française                         |                  | 06/07/1928 96 ans  | 24/10/1977 | Membre             | Mathématique                                                                                    | Prix Servant (1970) Prix Cognacq-Jay (1972) Mathématicien |
| Satoshi Ōmura               | Japonaise                         |                  | 12/07/1935 89 ans  | 18/03/2002 | Associé étranger   | Chimie                                                                                          | Chevalier de la Légion d'honneur Prix Nobel de physiologie ou médecine 2015 Biochimiste, chimiste, microbiologiste |
| Luis Antonio Oro (en)       | Française                         |                  | 13/06/1945 79 ans  | 4/02/2002  | Associé étranger   | Chimie                                                                                          | Chimiste |
| Gérard Orth                 | Française                         |                  | 7/02/1936 89 ans   | 30/11/2004 | Membre             | Biologie moléculaire et cellulaire, génomique                                                   | Chevalier de la Légion d'honneur Officier de l'ordre national du Mérite Médaille d'argent du CNRS 1983 Virologiste, travaux au rôle des papillomavirus dans la genèse des tumeurs bénignes et des cancers de la peau et du col de l'utérus |
| Yves Quéré                  | Française                         |                  | 29/04/1931 93 ans  | 18/02/1991 | Membre             | Physique                                                                                        | Commandeur de la Légion d'honneur Physicien |
| Lluis Quintana-Murci        | Française                         |                  | 1970 54 ans        | 17/12/2019 | Membre             | Biologie humaine et sciences médicales                                                          | Médaille d'argent du CNRS 2013 Médaille de bronze du CNRS 2008 Biologiste |
| Michel Talagrand            | France                            |                  | 15/02/1952 73 ans  | 30/11/2004 | Membre             | Mathématique                                                                                    | Chevalier de la Légion d'honneur 2011 Médaille de bronze du CNRS 1978 Prix Peccot-Vimont 1980 Prix Servant 1985 Prix Loève 1995 Prix Fermat 1997 Prix Shaw 2019 Mathématicien, théorie des probabilités |
| Paul Tapponnier             | France                            |                  | 06/01/1947 78 ans  | 29/11/2005 | Membre             | Sciences de l'univers                                                                           | Chevalier de la Légion d'honneur 1996 Médaille d'argent du CNRS 1984 Grand prix scientifique de la ville de Paris 1990 Médaille Lyell 2001 Géophysicien |
| Philippe Taquet             | France                            |                  | 25/04/1940 84 ans  | 30/11/2004 | Membre             | Sciences de l'univers                                                                           | Médaille Sue Tyler Friedman 2009 Paléontologue |
| Jean-Marie Tarascon         | France                            |                  | 1953 71 ans        | 30/11/2004 | Membre             | Chimie                                                                                          | Chevalier de la Légion d'honneur 2009 Prix ENI Protection de l'environnement 2011 Prix de la Royal Society of Chemistry 2015. Médaille de l’innovation du CNRS en 2017. Prix Eric et Sheila Samson 2017 Prix Balzan 2020 Chimiste, chimie du solide |
| Luc Tartar                  | France                            |                  | 1946 78 ans        | 27/04/1987 | Membre             | Sciences mécaniques et informatiques                                                            | Mathématicien |
| Roger Temam                 | France                            |                  | 19/05/1940 84 ans  | 27/04/1987 | Membre             | Sciences mécaniques et informatiques                                                            | Prix Peccot du Collège de France 1970 Prix Carrière de l'Académie des sciences, 1977 Prix Seymour Cray de Simulation Numérique 1989 Prix Alexandre-Joannidès de l'Académie des sciences 1993 Prix Jacques-Louis-Lions de l'Académie des sciences 2003 Fellow de l'American Mathematical Society, 2012 Prix ISIMM de l'Université de technologie de Darmstadt 2016 Mathématicien |
| William Vainchenker         | Française                         |                  | 16/12/1947 77 ans  | 10/12/2013 | Membre             | Biologie humaine et sciences médicales                                                          | Chevalier de la Légion d'honneur Médecin, hématologue spécialiste de l'hématopoïèse |
| Alain-Jacques Valleron      | Française                         |                  | 24/08/1943 81 ans  | 30/11/2004 | Membre             | Biologie humaine et sciences médicales                                                          | Officier de la Légion d'honneur Commandeur de l'ordre des Palmes académiques Biostatisticien |
| Gabriele Veneziano          | Italienne                         |                  | 7/09/1942 82 ans   | 4/02/2002  | Associé étranger   | Physique                                                                                        | Commandeur de l'ordre du Mérite de la République italienne‎ Physicien, théorie des cordes |
| Michèle Vergne              | Française                         |                  | 29/8/1943 81 ans   | 3/11/1997  | Membre             | Mathématique                                                                                    | Chevalière de la Légion d'honneur 1998 prix Ampère de l'Électricité de France 1997 Mathématicienne, spécialiste dans l'analyse et la théorie de la représentation des groupes et la géométrie |
| Cédric Villani              | Française                         |                  | 5/10/1973 51 ans   | 10/11/2013 | Membre             | Mathématique                                                                                    | Chevalier de la Légion d'honneur Chevalier de l'ordre des Palmes académiques Médaille Fields 2010 Mathématicien, spécialiste de l'analyse mathématique Homme politique |
| Jean-Didier Vincent         | Française                         |                  | 7/06/1935 89 ans   | 18/11/2003 | Membre             | Biologie humaine et sciences médicales                                                          | Chevalier de la Légion d'honneur Officier de l'ordre des Palmes académiques Chevalier de l'ordre du Mérite agricole Neurobiologiste, neuropsychiatre |
| Olivier Voinnet             | Française                         |                  | 1972 52 ans        | 18/11/2014 | Membre             | Biologie intégrative                                                                            | Médaille d'argent du CNRS 2007 Médaille de bronze du CNRS 2004 Biologiste |
| Claire Voisin               | Française                         |                  | 4/03/1962 63 ans   | 30/11/2010 | Membre             | Mathématique                                                                                    | Officier de la Légion d'honneur Officier de l'ordre national du Mérite Médaille d'or du CNRS 2016 Médaille d'argent du CNRS 2006 Médaille de bronze du CNRS 1988 Mathématicienne spécialiste de la géométrie algébrique |
| Jean-Loup Waldspurger       | Française                         |                  | 2/07/1953 71 ans   | 5/12/2017  | Membre             | Mathématique                                                                                    | Médaille d'argent du CNRS 1996 Mathématicien spécialiste de la théorie des nombres et des formes modulaires |
| Zhen-Yi Wang                | Chinoise                          |                  | 11/1924 100 ans    | 16/03/1992 | Associé étranger   | Biologie humaine et sciences médicales                                                          | Physiopathologiste, hématologue |
| Michael Waterman            | Américaine                        |                  | 28/06/1942 82 ans  | 21/06/2005 | Associé étranger   | Biologie moléculaire et cellulaire, génomique                                                   | Bio-informaticien, probabiliste, statisticien, informaticien |
| Jean-Claude Weill           | Française                         |                  | 14/08/1941 83 ans  | 15/03/2011 | Membre             | Biologie intégrative                                                                            | Biologiste, immunologiste |
| Robert Weinberg             | Française                         |                  | 11/11/1942 82 ans  | 8/12/2009  | Associé étranger   | Biologie moléculaire et cellulaire, génomique                                                   | Biologiste |
| Jean Weissenbach            | Française                         |                  | 13/02/1946 79 ans  | 16/10/1998 | Membre             | Biologie moléculaire et cellulaire, génomique                                                   | Officier de la Légion d'honneur Officier de l'ordre national du Mérite Médaille d'or du CNRS 2008 Médaille d'argent du CNRS 1994 Généticien spécialiste de la génétique moléculaire humaine |
| Wendelin Werner             | Française                         |                  | 23/09/1968 56 ans  | 16/12/2008 | Membre             | Mathématique                                                                                    | Chevalier de la Légion d'honneur Médaille Fields 2006 Mathématicien probabiliste |
| Éric Westhof                | Française                         |                  | 25/07/1948 76 ans  | 15/03/2011 | Membre             | Biologie moléculaire et cellulaire, génomique                                                   | Chevalier de l'ordre national du Mérite Prix Charles-Léopold-Mayer 2007 Biochimiste, biologie structurale des acides nucléiques (stéréochimie, topologie, modélisation et bio-informatique) et tout spécialement des molécules d'acides ribonucléiques (ARN) |
| George Whitesides           | Américaine                        |                  | 3/08/1939 85 ans   | 8/12/2009  | Associé étranger   | Chimie                                                                                          | Chimiste américain, travaux dans les domaines de la résonance magnétique nucléaire (RMN), de la chimie organométallique, de l'auto-organisation moléculaire et des nanotechnologies |
| Andrew Wiles                | Britannique                       |                  | 11/04/1953 71 ans  | 30/03/1998 | Associé étranger   | Mathématique                                                                                    | Prix Abel 2011 Mathématicien, démonstration du grand théorème de Fermat |
| John Raymond Willis (de)    | Britannique                       |                  | 1940 84 ans        | 8/12/2009  | Associés étranger  | Sciences mécaniques et informatiques                                                            | Physicien, mécanique théorique des solides |
| Edward Witten               | Américaine                        |                  | 28/08/1951 73 ans  | 3/04/2000  | Associé étranger   | Physique                                                                                        | Médaille Fields 1990 Prix MacArthur 1982 Prix Dirac 1985 Médaille Albert-Einstein 1985 Prix Alan T. Waterman (en) 1986 Prix Dannie-Heineman de physique mathématique 1998 Médaille Oskar Klein (en) 1998 Prix Nemmers en mathématiques 2000 Prix de recherche Clay 2001 National Medal of Science 2002 Prix Harvey 2005 Prix Henri-Poincaré 2006 Golden Plate Award 2007 Prix Crafoord en mathématiques 2008 Médaille Isaac Newton (en) 2010 Médaille Lorentz 2010 Prix de physique fondamentale 2012 Prix de Kyoto en mathématiques 2014 Prix mondial des sciences Albert-Einstein 2016 APS Medal for Exceptional Achievement in Research 2016 Physicien, mathématicien, théorie des cordes, théorie M, théorie quantique des champs |
| Francis-André Wollman       | Française                         |                  | 5/05/1953 71 ans   | 5/12/2017  | Membre             | Biologie intégrative                                                                            | Chevalier de la Légion d'honneur Médaille d'argent du CNRS 2000 Biologiste |
| Kurt Wüthrich               | Suisse                            |                  | 4/10/1938 86 ans   | 3/04/2000  | Associé étranger   | Biologie moléculaire et cellulaire, génomique                                                   | Prix Nobel de chimie 2002 prix Marcel-Benoist 1991 Prix Louisa-Gross-Horwitz 1991 Prix de Kyoto en technologies avancée 1998 Médaille Otto Warburg 1999 Médaille Bijvoet (en) 2008 Chimiste, biophysicien, développement de méthodes d'identification et d'analyses structurale de macromolécules biologiques pour le développement de la spectroscopie par résonance magnétique nucléaire servant à établir la structure tridimensionnelle des macromolécules en solution |
| Magdi Yacoub                | Égyptienne Britannique            |                  | 16/11/1935 89 ans  | 21/06/2005 | Associé étranger   | Biologie humaine et sciences médicales                                                          | Grand officier de l'ordre du Nil Ordre du Mérite (Commonwealth) Knight Bachelor Médaille Lister (en) 2015 Chirurgien cardiothoracique |
| Shinya Yamanaka             | Japonaise                         |                  | 4/09/1962 62 ans   | 12/11/2015 | Associé étranger   | Biologie moléculaire et cellulaire, génomique                                                   | Ordre de la Culture Prix Nobel de physiologie ou médecine 2012 Prix Meyenburg 2007 Prix Asahi 2007 Prix Robert Koch 2008 Prix Rosenstiel 2008 Prix Massry 2008 Prix Yamazaki-Teiichi 2008 Prix Shaw en sciences de la vie et médecine 2008 Prix Albert-Lasker pour la recherche médicale fondamentale 2009 Prix Gairdner 2009 Prix March of Dimes in Developmental Biology 2010 Prix de la personne de mérite culturel 2010 Prix impérial de l'Académie japonaise 2010 BBVA Foundation Frontiers of Knowledge Awards 2010 Prix de Kyoto en technologies avancée (en) 2010 Prix Albany Medical Center 2010 Prix Balzan 2010 prix Wolf de médecine 2011 Prix international roi Fayçal pour la médecine 2011 Prix Millennium Technology 2012 Médecin, chercheur sur l'induction des cellules souches pluripotentes et la reprogrammation des cellules somatiques                                                                                            |
| Moshé Yaniv                 | Française Israélienne             |                  | 07/11/1938 86 ans  | 23/10/1995 | Membre             | Biologie moléculaire et cellulaire, génomique                                                   | Chevalier de la Légion d'honneur Prix Mitjavile 2006 Prix Charles-Léopold-Mayer 1995 Prix Rosen de cancérologie 1983 Biologiste moléculaire |
| André Zaoui                 | Française                         |                  | 8/06/1941 83 ans   | 2/04/1990  | Membre             | Sciences mécaniques et informatiques                                                            | Chevalier de la Légion d'honneur Médaille de bronze du CNRS 1971 Physicien en mécanique des matériaux |
| Anton Zeilinger             | Autrichienne                      |                  | 20/5/1945 79 ans   | 8/12/2009  | Associé étranger   | Physique                                                                                        | Grand officier de l'ordre du Mérite Commandeur d'or de l'ordre du Mérite Décoration autrichienne pour la science et l'art Médaille Wilhelm-Exner 2005 Prix international roi Fayçal 2005 Médaille Lorenz-Oken (de) 2004 Médaille Isaac Newton (en) 2008 Prix Wolf de physique 2010 Médaille Urania (de) 2013 Physicien connu pour ses travaux de téléportation quantique. |
| Jean Zinn-Justin            | Française                         |                  | 10/07/1943 81 ans  | 15/03/2011 | Membre             | Physique                                                                                        | Chevalier de la Légion d'honneur Prix Paul-Langevin 1977 Prix Ampère 1981 Prix Gentner-Kastler 1996 Prix Gay-Lussac Humboldt 2003 Physicien théoricien |